# A Fazenda 14
A Fazenda 14 foi a décima quarta temporada do reality show brasileiro A Fazenda exibida pela RecordTV, com sua estreia no dia 13 de setembro de 2022 e sua final no dia 15 de dezembro de 2022. Com a apresentação de Adriane Galisteu, a temporada contou com 21 participantes na disputa pelo prêmio de 1,5 milhão de reais, sob a direção de núcleo de Rodrigo Carelli.
A vencedora da temporada foi a atriz Bárbara Borges, que enfrentou a dançarina Bia Miranda e o ator Iran Malfitano na final do programa. Bárbara recebeu 1,5 milhão de reais e Bia foi premiada com um carro zero quilômetro por seu segundo lugar.

## Exibição
O programa foi exibido diariamente pela RecordTV. A transmissão foi realizada em pay-per-view (PPV) 24 horas por dia, através do serviço de streaming para assinantes do PlayPlus. Foi exibido de segunda a sábado às 22h45 e aos domingos às 23h15.
A reta final da temporada iniciou após a eliminação de Ellen Cardoso (Moranguinho), em 08 de dezembro de 2022, e perdurou por 7 dias, abarcando as últimas 2 eliminações até a Grande Final em 15 de dezembro de 2022.

## Formato
A décima quarta temporada possui vinte e um participantes. O cronograma do programa é o mesmo de sua temporada anterior.
- Domingo: Compacto da convivência.
- Segunda-feira: Prova de Fogo.
- Terça-feira: Votação para a Roça.
- Quarta-feira: Prova do Fazendeiro.
- Quinta-feira: Eliminação.
- Sexta-feira: Compacto da convivência.
- Sábado: Tudo que aconteceu na festa de sexta-feira.

Nesta temporada foi colocado o Paiol, um local no qual cinco participantes ficaram pré-confinados para disputarem uma vaga para entrar no programa. Na estreia do reality, Adriane Galisteu revelou, em conversa com os participantes, que seria realizada uma prova de agilidade entre eles. André Marinho, Bruno Tálamo, Thomaz Costa e Vini Büttel já estavam fora da competição, por estarem na Baia. A prova consistia . A prova terminou depois que restaram apenas seis competidores, Alex Gallete, Lucas Santos, Pelé Milflows, Pétala Barreiros, Shayan Haghbin e Tiago Ramos, que ganharam o direito de disputar a primeira Prova do Fazendeiro da temporada.
Nesta edição houve semanalmente a "Dinâmica dos Ovos Dourados" como forma de sortear os competidores que disputaram a Prova de Fogo. Em um painel na sala há 20 caixinhas, era necessário acertar o número da caixinha onde estão os ovos dourados para disputar a prova. O perdedor da Prova de Fogo de cada semana escolhia obrigatoriamente um participante para morar na Baia durante uma semana inteira com ele. O primeiro fazendeiro foi Lucas Santos, numa prova ao vivo de A Fazenda.
Em A Fazenda 14, os confinados não foram divididos em grupos: o jogo foi individual. A formação da Roça continuou a ser composta por três peões, sendo quatro competidores indicados na votação. Apenas três peões podiam realizar a Prova do Fazendeiro, com o quarto indicado à Roça tirando a oportunidade de um dos concorrentes de voltar fazendeiro e se livrar da Roça.
- Baia: É o local onde os cavalos dormem, mas também onde a cada semana peões são enviados para passar alguns dias após a perda do direito de permanecer na sede. Os perdedores da Prova de Fogo devem indicar um integrante, cada um, para passar uma semana completa na Baia com eles.
- Paiol: O Paiol foi o local no qual cinco famosos ficaram em uma disputa para ficar com a 21ª vaga da edição. O local era separado da casa e ficava em outro ambiente.
- Prova Final: A Prova Final foi disputada pelos competidores que ainda continuavam no jogo até a décima quarta semana, ao lado dos competidores eliminados escolhidos por eles, divididos em trios tendo um dos competidores restantes como líder da equipe. O vencedor foi a equipe de Pelé Milflows, composta por ele, Deborah Albuquerque e Tati Zaqui, que derrotou as equipes dos outros competidores (André Marinho, Bárbara Borges, Bia Miranda e Iran Malfitano). Com o resultado, Pelé ganhou R$ 9 mil e foi salvo da penúltima Roça da temporada. Os integrantes da equipe receberam R$ 8,5 mil. Os outros competidores também receberam prêmios menores.

### A sede
Como acontece em cada edição, a sede da atração, localizada em Itapecerica da Serra, na Grande São Paulo, ganha uma decoração totalmente repaginada para receber os fazendeiros, com novas cores, texturas, cenografia e objetos de arte.
A nova decoração conta com tons mais sóbrios, como verde, azul e muitos itens em madeira. Na sala de estar foram usados vários painéis de madeira, incluindo o painel da televisão e uma estante grande com detalhes lindos e nichos para vasos de cerâmica. O móvel principal é um sofá modular cinza, um sofá grande e muito confortável para que os participantes se sentem juntos. Os itens coloridos ficam nos detalhes, como o vermelho no tapete da sala. Na sala de jantar, uma mesa retangular de madeira é a principal peça do ambiente. O balcão de madeira e o armário aéreo colorido garantem um ambiente muito charmoso, além da geladeira vermelha retrô que faz contraste com as outras peças da cozinha.
A parte externa da casa agora tem tons de verde e marrom. Além disso, a piscina é maior que nas edições anteriores. O chão é todo de madeira, os sofás decorados com almofadas são confortáveis e os lustres com formatos diferentes dão personalidade ao espaço. Os peões ainda podem desfrutar da casa da árvore, espaço usado para as tradicionais reuniões.
Além disso, os porcos, galinhas, vacas, ovelhas e outros animais estão de volta ao reality, mas as grandes novidades são o touro, a lhama mãe e seu filhote, que prometem render ótimos VTs, já que os bichos são conhecidos por cuspirem para marcar território quando se sentem ameaçados.
Entre as ações introduzidas na 14ª temporada, na segunda semana de programa e após a entrada do último peão, o Paiol é transformado no Rancho do Fazendeiro. Neste local, o Fazendeiro poderá receber os aliados do jogo para comemorar a conquista do cargo e articular estratégias da disputa.

### Paiol
No dia 6 de setembro de 2022, durante o Programa de Todos os Programas, transmitido através do R7.com, foi revelada uma peoa do Paiol: Bia Miranda.
No dia 12 de setembro de 2022, na pré-estreia do reality show, foram revelados os outros 4 concorrentes do Paiol: André Santos, Claudia Baronesa, MC Créu e Suzi Sassaki.
No dia 15 de setembro de 2022, Bia foi a participante mais votada e entrou na sede. Os outros quatro concorrentes à 21ª vaga voltaram para casa logo em seguida, sendo anunciados por Adriane Galisteu como reservas para possíveis desistências e expulsões durante a temporada.
| Candidato        | Idade   | Ocupação            | Origem              | Resultado     |
| ---------------- | ------- | ------------------- | ------------------- | ------------- |
| André Santos     | 39 anos | Ex-futebolista      | São Paulo - SP      | Não escolhido |
| Bia Miranda      | 18 anos | Dançarina e modelo  | Rio de Janeiro - RJ | Escolhida     |
| Claudia Baronesa | 48 anos | Empresária          | São Paulo - SP      | Não escolhida |
| MC Créu          | 44 anos | Cantor              | Rio de Janeiro - RJ | Não escolhido |
| Suzi Sassaki     | 26 anos | Assistente de palco | Iturama - MG        | Não escolhida |

### Instrutores
Durante o tempo em que estão em confinamento, os peões têm que realizar diversas tarefas diárias envolvendo os animais e a plantação, sendo acompanhados por instrutores que ensinam como cuidar dos bichos e fazer a manutenção geral da fazenda.
- Diogo Barbieri — Caseiro
- Fernanda Manelli — Zootecnista
- Victor Pupo — Veterinário

### SofáZenda
O humorista Márvio Lúcio, conhecido como Carioca comanda o “SofáZenda”, quadro que tem um cenário fixo simulando uma sala de TV. Com boas doses de humor e muita descontração, Carioca acompanha tudo o que acontece no confinamento, opinando e torcendo como o telespectador, podendo de vez em quando interagir com Adriane Galisteu em ocasiões propícias para isso. Em "SofáZenda", o humorista interpreta a si mesmo e também sua esposa em um esquete no qual os dois personagens falam sobre os acontecimentos da semana do reality show.

### Cabine de Descompressão
A décima quarta temporada de A Fazenda conta com a Cabine de Descompressão, exibida com exclusividade aos assinantes da plataforma PlayPlus, na qual Lucas Maciel entrevista o eliminado da semana minutos após o ocorrido, lhe questionando sobre suas atitudes, mostrando vídeos do confinamento e falando sobre a reação do público nas redes sociais.

## Controvérsias

### Acusações de maus-tratos contra animais

#### Lucas Santos
O participante Lucas Santos foi advertido pela produção de A Fazenda por causa do trato com o bezerro. O caso ocorreu em 26 de setembro de 2022, quando o participante Lucas Santos cuidava dos bezerros e chegou a mandar, em tom de brincadeira, os bichos andarem logo “para ele não sair na mão” com eles. No entanto, um funcionário que estava próximo do local não gostou da fala do ator e pediu respeito com os bichos. Os espectadores puderam ouvir o agente da produção comentando sobre o tratamento dado pelo peão aos animais do reality rural.
Em seguida, Deolane se aproximou de Lucas e perguntou a motivação da conversa. No entanto, quando o ex-Carrossel começou a explicar sua situação, as gravações foram cortadas para a cozinha. O peão voltou a discutir o assunto com a advogada horas mais tarde, declarando ter ficado chateado diante das acusações de maus tratos. Deolane opinou que nem sempre as pessoas entendem o que é dito. “Quando a gente tem uma certeza na gente, a gente não fica mal”, completou a advogada. Os xingamentos direcionados aos animais geraram revolta nas redes sociais.

#### Iran Malfitano
Em outra situação, Iran sugeriu matar a vaca leiteira que fica na propriedade onde acontece o reality. Os participantes haviam tomado uma punição e ficariam alguns dias sem fornecimento de carne. Ele então teve a ideia de abater os animais.
Durante uma conversa com Pétala e Lucas, Moranguinho reproduziu a frase de Iran. "A gente estava falando alguma coisa sobre carne, de quando tiraram por causa da punição, e ele falou: 'Ah, mas a gente tem uma vaca. A gente mata a vaca'. Aí eu falei: 'Deus me livre'. E ele continuou: 'Então a gente mata o bezerro'", contou Moranguinho.

### Acusações de gordofobia
Vini Büttel se envolveu em algumas polêmicas por conta de comentários problemáticos.
Em 21 de setembro de 2022, conversando com alguns peões, Vini fez um comentário gordofóbico e preconceituoso contra a campeã da décima segunda edição, Jojo Todynho. Vini disse: "Fui fazer aquele teste cardíaco e meio debochado, disse: 'A Jojo conseguiu fazer esse teste?", disse aos risos. Em seguida, os peões ignoraram a fala de Vini e começaram a falar sobre as experiências deles.
A cantora respondeu Vini em seu twitter: "Vini eu não só passei no teste, como fui " CAMPEÃ" mas pode ficar tranquilo que vou ajudar você tirar suas dúvidas aqui fora, quando ele estiver na Roça me avisem pra mim puxar multirão pra tirar esse ser #gordofobico", escreveu na rede social.
Já em 28 de setembro, Vini fez outro comentário problemático sobre a participante Rosiane Pinheiro, debochando do corpo da dançarina. Conversando com Thomaz Costa sobre a prova do fazendeiro, ele ironizou a forma física da participante. “Ela vai bem na prova mesmo. Não acha nem uma pessoa dormindo… Não acha nem a Rosi dormindo”, completou Vini, abrindo os braços em referência ao tamanho de sua rival. Thomaz riu e concordou com a fala do influenciador.
A equipe da dançarina se pronunciou no twitter: "ABSURDO! Em pleno 2022 é inadmissível ver comentários como esse. Vini e Thomaz debochando da forma física da Rosi, tirando qualquer possibilidade dela vencer a prova do fazendeiro de hoje! Comentários gordofóbicos não vão passar".

### Tiago Ramos

#### Tentativa de desistência
Após a festa de 30 de setembro, Tiago Ramos desapareceu da sede e ameaçou tocar o sino e desistir do jogo. Contudo, o peão reapareceu por volta de 13h do dia seguinte, mais de seis horas depois de sumir. Ele deixou os companheiros de jogo preocupados e teve que se explicar. "Eu tinha falado que ia desistir, aí tive que dormir. Depois, me arrependi, tomei medicação para caralh*. Conversaram comigo, tomei injeção para caralh* no c*", contou Tiago Ramos. "Eu me arrependi de novo dessa merd*", confessou Tiago.
Os peões passaram a desconfiar que o peão tinha desistido quando ele não voltou da festa. Na confraternização ele já havia dito várias vezes que ia sair da disputa. "Cadê o Tiago, ele tá no quarto?", questionou Thomaz Costa, ao acordar e não ver o companheiro de confinamento.

#### Acusação de agressão
Após a Prova do Fazendeiro de 5 de outubro, Tiago se envolveu em outra polêmica. Com a vitória de Alex, que disputava o chapéu com Tiago e Rosiane, ele voltou pra sede do programa desapontado por ter perdido a competição. O peão esteve muito próximo de conquistar o poder de Fazendeiro pelo bom desempenho, mas ele se enrolou em uma das etapas e acabou ficando pra trás. Ao retornar pra casa do reality, ele estava visivelmente frustrado e desapontado por ter perdido a competição pelo chapéu. Na ocasião, chegou a ser aconselhado por Rosiane.
Ao mesmo tempo, vários peões comemoravam a vitória de Alex e a conquista do poder de fazendeiro, portanto, havia uma grande confusão na sede. Em um determinado momento, no meio de todo o caos, internautas perceberam que Tiago passa por Shayan e se dirige a ele, visivelmente revoltado.
A gritaria não permitiu que se ouvisse com claridade o que foi dito, mas as imagens revelaram que Tiago chegou a dar uma “ombrada” em Shayan nesse momento. Alguns segundos depois, também foi possível ver que o competidor passou novamente por Shayan dizendo algo, e deu um “tapa” próximo a orelha do adversário. O momento já causa revolta entre os fãs do reality show da Record. A hashtag “#TiagoExpulso” rapidamente virou um dos assuntos mais comentados do Twitter sobre o programa.
Durante a edição do dia 6 de outubro, foi mostrado todo o contexto da briga. No vídeo mostra Tiago dando um empurrão em Bárbara Borges, quando a atriz comemorava a vitória de Alex Gallete na prova de quarta-feira. O momento aconteceu minutos antes de o modelo discutir com Shay. Alguns comentários dizem que Tiago precisa sair do programa para buscar tratamento, já outros afirmam que o esbarrão em Bárbara não foi nada grave.

### Iran Malfitano

#### Piada sobre estupro
Durante conversa com alguns peões em 8 de outubro de 2022, o ator Iran Malfitano deu uma declaração sobre estupro que assustou alguns colegas de reality e o público. No bate-papo, a dançarina Rosiane Pinheiro relatava uma situação que passou com um affair, quando Iran disse: "quando o estupro é inevitável, relaxa e goza". Pétala Barreiros chegou a rebater o ator.
Durante uma festa, Iran chegou a ser alertado por Vini Büttel. "Quando você falou 'quando o estupro é inevitável, relaxa e goza', pegou mal”, disse.
A fala de Iran Malfitano é facilmente identificada dentro do contexto da cultura do estupro, no qual a violação sexual é banalizada e normalizada. Conforme o artigo 286 do Código Penal Brasileiro incitar, publicamente, a prática de um crime possui pena com detenção, de três a seis meses, ou multa.
A fala do participante foi repercutida por alguns peões, como Bia Miranda, que expôs a situação abertamente em 11 de outubro, durante a formação da tradicional Roça.

#### Falas contra Bia
Durante conversa, Iran afirmou que se sentiu incomodado com o fato de Bia tê-lo colocado contra a parede quando Shayan Haghbin, seu aliado, tomou uma punição. “‘Agora eu quero ver qual vai ser a sua posição’. Eu falei: ‘Você está me cobrando alguma coisa? Você, que tem sete anos a mais que a minha filha? Está me cobrando? Tem certeza?’”, lembrou Iran, arrancando risos de Tati Zaqui.
Foi daí que o artista citou que Pétala Barreiros falou sobre educação de filhos e ele confessou que se Bia fosse sua filha, já tinha dado um tapa na boca da rival.
Durante a votação da Roça em 11 de outubro, Bia Miranda expôs as falas do ator após ser votada por ele: "Ele mesmo disse: 'Quando o estupro é inevitável, relaxa e goza'. Ele não tem lugar de fala para falar isso e nem para fazer piada. Eu já fui abusada, você já foi abusado, Iran?", perguntou para o ator, que a ignorou.
Após a votação, em outra conversa com Alex Gallete, Bárbara Borges, Deborah Albuquerque e Shayan Haghbin, Iran disse que Bia perdeu a credibilidade de falar sobre estupro após dançar "Conga Conga Conga", música de Gretchen, na festa que aconteceu na semana anterior.

### Acusação de assédio
Na madrugada de 8 de outubro, Deolane Bezerra e alguns de seus aliados voltaram a falar de Shayan Haghbin. Desta vez, a advogada, Moranguinho, Pétala Barreiros e Bia Miranda acusaram o empresário de espiar as mulheres tomando banho. “Maníaco”, disparou Vini Buttel sobre o peão. “Não vou votar na Kerline agora, pra mim é o Shay. Ele fica olhando as mulheres com a cara de nojento, imundo”, comentou a loira. “E se eu votar no Shay, eu vou falar que ele fica olhando a gente tomar banho. Se o Brasil quiser ver, é só procurar aí”, disse a Bia.
Moranguinho desabafou com seus aliados sobre o desconforto que sentiu ao ter que dividir a área dos chuveiros com Shayan. Ela sentiu uma movimentação estranha do peão quando ela entrou pra tomar banho. “Puxou a cesta, botou de novo e não fez nada“, disse.
“Ele voltou e perguntou se podia entrar no banho. Eu senti, ele estava com maldade, sim! Não sou louca, não“, declarou Moranguinho. “Ele é um safado“, berrou Deolane, enquanto escutava a história da amiga. “E ainda sim eu não falei nada“, completou a dançarina, que resolveu sair do banho logo depois.
Durante a formação da Roça da semana, a situação também foi exposta pelo grupo.

### Acusações de xenofobia

#### Tiago Ramos
Na madrugada de 21 de setembro, após a formação da 1ª Roça, o participante Tiago Ramos mandou o iraniano "aprender a falar português" várias vezes. Nas redes sociais o público interpretou as falas do modelo como preconceituosas e de cunho xenófobico.

#### Vini Büttel
Na noite do dia 27 de setembro durante a formação da 2ª Roça, Shay indicou Vini para a berlinda, o modelo se incomodou e em seguida se dirigiu ao iraniano o chamando de "sadomasoquista" e "príncipe da Pérsia Paraguaio", Shayan o repreendeu e disse “Presta bem atenção, tá? Isso o que você falou foi xenofóbico. Isso que você fez foi xenofóbico. Da próxima vez que quiser brincar eu levo de boa, mas você está brincando com uma cultura, não com um ser humano”. O influencer rebateu citando o filme de 2010 e atacou o empresário: "Eu respeito sua cultura, mas você não”.

#### Moranguinho
Na edição do dia 15 de outubro, foi mostrado alguns acontecimentos do dia anterior (sexta-feira), após a briga entre Shay e Tiago e o cancelamento da tradicional festa. Numa das cenas, Ellen Cardoso, a Moranguinho, disparou "Volta pro seu país, nojento", o momento viralizou nas redes sociais e os internautas se revoltaram e criticaram a fala da dançarina, acusando-a de xenofobia.

### Deolane Bezerra

#### Acusação de violência psicológica
De acordo com comentários de outros participantes, Thomaz Costa enfrentou uma crise de ansiedade e tentou automutilação após múltiplos conflitos com Deolane Bezerra, que o criticou e desdenhou de seu estado emocional. Deolane foi acusada de violência psicológica, e sua falta de empatia gerou revolta nas redes sociais, comparando-a com a Ex-BBB Karol Conká por conta dos ataques aos outros participantes e promovendo a hashtag #DeolaneCancelada.

#### Ameaça de agressão
Deolane Bezerra foi acusada diversas vezes de fazer ameaças à integridade física dos participantes em A Fazenda 14. Deborah Albuquerque, Thomaz Costa, Shayan Haghbin, Bárbara Borges e Kerline Cardoso foram citados como alvos.
Na madrugada de 7 de outubro de 2022, após Deborah ter voltado da sua terceira Roça, Deolane foi acusada de ter agredido a peoa. Tudo começou após a transmissão ao vivo do programa, quando Pétala Barreiros resolveu entrar no quarto para ver as fotos dos filhos. Deborah estava conversando com os aliados de jogo e deu a entender que a participante tinha ido ao cômodo estrategicamente para ouvir a conversa dela. A transmissão foi cortada por alguns instantes, quando as câmeras voltaram para o quarto, Deolane Bezerra e Deborah Albuquerque estavam em confronto. A transmissão foi novamente cortada e quando se restabeleceu Deborah acusou Deolane de agressão. “Eu falei alguma coisa da família dela? Falei dos ataques que ela fez comigo. Aqui é televisão, não dá pra contar historinha. Você me agrediu, tomara que o programa puna você! Ameaça é agressão, você machucou a minha perna toda! A mulher me pressionou contra a madeira e machucou a minha perna. Pegou a garrafa e ameaçou me bater, me cuspiu. Como que o programa não vê?”, questionou Deborah indignada.
Em 16 de outubro de 2022, a participante Deolane Bezerra demonstrou toda a sua indignação com a presença do empresário Shayan Haghbin no reality e começou a planejar um plano para agredir o iraniano na última festa da temporada. Em conversa com os seus aliados, intitulado pelos peões de "grupo A", a advogada especulou que o peão foi o culpado do cancelamento da festa do programa, sendo o motivo de sua revolta. “Tenho tanta vontade, quero dar um pau na cara desse Shay. Não sei, não, se eu não dou, hein?”, declarou a peoa. Bia Miranda, então, se mostrou interessada em saber os detalhes do plano da amiga e questionou se a agressão poderia resultar em uma infração do contrato a ponto de perder o cachê da participação. “Lógico, já ganhou o prêmio. É aquela festa que reúne todo mundo lá. Vai expulsar 'da' onde? Da Record? Tem que ter uma coisinha na final”, debochou Deolane.
Após Thomaz Costa ser eliminado, Deolane Bezerra e Pétala Barreiros relembraram o rival durante uma conversa e Deolane afirmou que está ansiosa para encontrar Thomaz do lado de fora para dar um soco nele.
Em 20 de novembro, durante a Dinâmica da Discórdia, Deolane se desentendeu com as duas peoas do "grupo B". Primeiro, com Kerline: ”A vontade é fazer assim na cara”, disse ela, fazendo um movimento simulando dar um soco na peoa. Em seguida, Deolane também ameaçou bater em Babi. Em meio a discussão, a advogada voltou a afirmar que irá bater na atriz, quando o reality se encerrar e elas estiverem fora da fazenda. “Você me ameaçou não sei mais de quantas vezes”, disse Bárbara aos gritos. Deolane levantou, ficando de frente para a atriz, e disse: "Ameacei de quebrar a sua cara! Não dá nada!”, comentou em seguida Deolane. “Ah, não dá em nada? Você é da lei, né? Você pode me quebrar e não vai dar em nada! Valeu, Brasil! Tô sendo ameaçada para além da ‘Fazenda'”, disse a atriz, olhando para as câmeras.
A equipe da atriz Bárbara Borges emitiu um comunicado oficial, repudiando as falas de Deolane para a atriz. A nota afirma: "É inadmissível qualquer um passar por essa situação e o agressor, após ameaçar, ainda sugerir que a lei não se cumprirá e ficará impune", diz a nota em outro momento. O texto ainda traz o artigo 147 do código penal, informando que ameaçar alguém é crime.

#### Desistência por problemas familiares
Em 3 de dezembro de 2022, as irmãs de Deolane Bezerra tentaram retirar a participante do reality, alegando que sua mãe estava internada com problemas de saúde e também acusando o programa de manipulação.
Na manhã do dia seguinte, a equipe do reality show chamou Deolane para contar sobre a internação de sua mãe, e a participante optou por desistir da competição. Enquanto isso, a transmissão do programa foi cortada do serviço de streaming PlayPlus.
Alguns minutos depois, todos os participantes foram chamados para irem até a sala, onde o fazendeiro da semana Pelé Milflows leu o comunicado oficial. "A peoa foi chamada pelo departamento médico para ser avisada sobre o estado de saúde de sua mãe. Diante das informações, ela optou por desistir do jogo", disse a nota. "A mãe dela estava passando mal? Vocês sabiam de alguma coisa?", espantou-se Bárbara Borges. "Não sabemos de nada, sabemos a mesma coisa que vocês", disse Pétala. "Desculpa", pediu a atriz. Pétala também pediu desculpas pelo tom de sua fala, alegando nervosismo.

### Expulsão de Shayan Haghbin e Tiago Ramos
Shayan Haghbin e Tiago Ramos foram expulsos do programa após protagonizarem uma briga na sede.
Durante a eliminação da quinta semana, a confusão se instaurou depois de Shayan retornar para a sede e disparar gritos de “Acusa Mais” e “Otários” para o autointitulado "grupo A". Ofendido, Vini Buttel foi o primeiro a caçar uma intriga com o empresário. A discussão continuou intensa enquanto Shayan ia para o quarto. O primeiro a perder a paciência foi com Vini Büttel, que partiu para cima do peão. Enquanto isso, Lucas e Moranguinho tentavam separar a briga. “Tá doendo?”, debochou o roceiro. Diante da situação, a apresentadora Adriane Galisteu falou com os participantes, durante o intervalo do programa, pedindo para que todos se acalmassem.
No entanto, a situação realmente esquentou quando Deolane Bezerra voltou para a sede. Logo após comemorarem rapidamente, Tiago voltou para debochar de Shayan, que não ficou feliz com o retorno da advogada. Nesse momento, Tiago segue Shayan e recebe um cuspe na cara. Ele, então, gesticula como se fosse agredir o participante com uma garrafa. No entanto, Shayan se antecipa e utiliza o cotovelo para se defender, enquanto Tiago tenta bater no rosto do iraniano. Com o ângulo da câmera, não é possível saber onde Tiago foi atingido.
A situação teve que ser acalmada pelos seguranças do programa, que estavam encapuzados e entraram na casa, após os peões gritarem que houve agressão entre os homens. Dois rapazes saíram da despensa e se dirigiram até o quarto.
Algumas horas depois, a produção do reality convocou os participantes para a sala para um comunicado, anunciando a expulsão dos dois participantes: "A produção analisou as imagens e resolveu retirar do programa os participantes Shay e Tiago. Ambos colocaram em risco a integridade física um do outro e também dos outros peões", sendo a primeira vez na história do programa em que dois participantes deixam a competição juntos por expulsão.
Por fim, a emissora decidiu não substituir os participantes.

### Brigas generalizadas
Um dos pontos que mais gerou repercussão negativa para A Fazenda 14 foi a quantidade de brigas entre os peões. Por diversas vezes, as brigas envolveram quase todos os participantes e fizeram com que ninjas encapuzados ficassem de prontidão dentro da casa para garantir a segurança dos competidores.
Uma boa parcela do público e da crítica especializada diz que essa edição pesou a mão nos barracos e que o programa não oferece mais entretenimento, pois só mostra desentendimentos e falta de respeito. Em uma das discussões, os peões se aproximaram tanto que, com medo de que se agredissem fisicamente, a produção ordenou que se afastassem.

### Tentativas de interferência externa

#### Helicóptero
Na tarde de 11 de setembro, os peões realizavam uma atividade patrocinada quando todos foram confinados e a transmissão PlayPlus, serviço de streaming que exibe o reality show rural, foi interrompida.
A maioria dos participantes estava do lado de fora da sede participando de uma ação patrocinada, enquanto apenas Alex Gallete, Kerline Cardoso e Deborah Albuquerque continuavam dentro da casa, seguindo as regras da dinâmica. Os três conversavam quando ouviram um barulho que parecia ser um helicóptero se aproximando. O som foi ficando cada vez mais alto, mesmo para os peões que estavam fechados na casa. Kerline chegou a supor que poderia ser Adriane Galisteu chegando, enquanto Deborah se preocupou, apontando que parecia ser "as autoridades". As peoas se aproximaram da porta para ver o que estava acontecendo, mas logo todos os outros participantes começaram a entrar. Neste momento, a transmissão ficou sem som e passou a exibir os animais. A interrupção das filmagens dos peões durou cerca de 45 minutos.
Da aeronave, diversas pétalas de rosas foram soltas. Internautas logo começaram a especular sobre o que teria acontecido. Uma publicação de Naldo Benny, marido da participante Moranguinho, fizeram os usuários apontarem que ele teria sido o autor da mensagem, mas acabou apagando a publicação logo em seguida.

#### Thomaz Costa
Na manhã de 20 de setembro, Thomaz Costa, Kerline Cardoso, Deborah Albuquerque e Ruivinha de Marte conversaram sobre a possível participação de Thomaz no quadro A Fazenda - Última Chance do programa Hora do Faro, caso ele, que está na Roça, seja eliminado. Os peões combinaram "sinais" para se comunicarem através do programa.
Pouco tempo antes da quinta eliminação de A Fazenda 14, foi exibido na edição do programa todo o plano de Thomaz Costa com parte do intitulado 'grupo B', para passar informações externas aos confinados no Hora do Faro, caso ele seja eliminado. Para o público, o programa é exibido na tarde de domingo. Não é a primeira vez que códigos são combinados entre eles. Em outras edições os eliminados até que tentaram, mas sem sucesso.

#### Fogos de artifício
Em 3 de outubro, os participantes viram fogos de artifício nas redondezas da sede. Na ocasião, alguns integrantes do 'grupo A' estavam do lado de fora da casa e pensaram que poderia ser uma comemoração para eles. Bia e Pétala começaram a gritar: "Uh é grupo A! Uh é grupo A". A cena foi mostrada por alguns segundos no PlayPlus, o streaming da RecordTV, mas logo foi cortada pelas câmeras.
Já os famosos do grupo adversário começaram a falar que elas tinham tirado conclusões precipitadas, já que Deolane e Lucas, que fazem parte do 'grupo A', estão na sétima Roça e podem sair no programa. Eles também levantaram a possibilidade de Thomaz Costa, quinto eliminado do reality show, ter sido o responsável pelos fogos. Thomaz já fez a mesma coisa para MC Gui em A Fazenda 13.

#### Irmãs de Deolane Bezerra
Em 3 de dezembro de 2022, durante a madrugada, fãs de Deolane Bezerra e amigos se juntaram à vigília das irmãs Bezerra para que a advogada saísse do reality show. Até mesmo a polícia foi acionada por conta do carro da equipe da peoa atrapalhar o processo de ir e vir no local.
Dayanne fez uma série de stories em seu Instagram mostrando a movimentação para tentar tirar a advogada do confinamento. "Estamos aqui há uns 10 minutos na porta da Fazenda, viemos tirar a Deolane desse manicômio. Estamos aqui esperando alguém responsável vir", disse ela no Instagram. A equipe da advogada soltou fogos de artifício como meio de chamar a atenção. Os peões, inclusive, conseguiram ouvir o barulho, e brincaram que seria uma homenagem para o aniversário de André. "Estamos soltando fogos, sim, para chamar a atenção. Ninguém aparece, e a gente quer que a Deolane saia já daqui', disse Dayanne, que chamou o reality de 'cárcere privado'.
Daniele Bezerra colocou em suas redes sociais que a mãe da advogada deu entrada no hospital na noite de ontem, e Deolane não foi avisada. "Hoje ela foi novamente, nós pedimos que a avisassem e eles estão se negando a avisar a Deolane, sob o argumento que não tem nenhum responsável, somente terceirizados. Eles tem o dever moral e contratual de avisar a Deolane", disse Daniele. Ela abriu um vídeo ao vivo do local, mostrando a tentativa de chamar a atenção dos responsáveis para que Deolane consiga sair do reality. Depois, postou uma imagem de Deolane mais cedo, dizendo: "Você vai sair desse inferno". Dayanne também pediu um carro de som para tentar chamar a atenção: "Manda no direct", disse ela, em stories.
Assim que o carro se aproximou da sede, a produção colocou uma música bem alta, fazendo com que os participantes acordassem, e cortou o sinal. Do lado de fora, a mensagem dizia: "Toca o sino, Deolane, sua mãe está no hospital! Sua família está te esperando".
Depois de alguns minutos, a polícia chegou ao local. Os policiais pediram para que a equipe da advogada tirasse o carro do caminho, que atrapalhava o movimento de ir e vir no local. Dayanne leu uma mensagem em seu celular, que dizia que a diretoria da emissora já estava ciente da movimentação que está acontecendo.

### Desistência de Pétala Barreiros
Em 5 de dezembro de 2022, Pétala decidiu desistir do reality show, um dia após a desistência de Deolane Bezerra.
Pelé Milflows, André Marinho, Iran Malfitano e Bárbara Borges estavam na sala quando a produção emitiu um aviso pela televisão. Moranguinho e Bia Miranda saíram do quarto e foram até o cômodo saber o que se tratava.
Pelé, o fazendeiro da semana não conseguiu ler o comunicado, já que os peões ficaram em choque. No mesmo instante, Bárbara questionou qual seria o motivo da desistência da peoa. "Ai meu Deus, mais uma? O que está acontecendo?", perguntou a atriz. Moranguinho disse acreditar que a saída da amiga está ligada a desistência de Deolane Bezerra, motivada por problemas de saúde de sua mãe. "Eles [a produção] chamaram ela. Eu 'tô' achando que aconteceu alguma coisa com a mãe da Deo", contou Moranguinho. Pétala já havia avisado que caso Deolane saísse ela bateria o sino.
Do lado de fora, Deolane comemorou a desistência da amiga "Vem, meu amor! Vem! Vem pro mundão, vem embora, vem assistir a Copa" se referindo a Copa do Mundo FIFA de 2022 comemorou a advogada empolgada e aos gritos, em seu perfil no Instagram.

### Acusação de manipulação
Esta temporada de A Fazenda foi marcada por suspeitas de manipulação por parte da direção. Uma das discussões envolveu um comentário de Deolane, que disse ter recebido uma ficha da produção e, pouco depois, o sinal da cozinha, onde ela estava, foi cortado. Internautas questionaram quais informações foram passadas para a advogada e Carelli teve que se manifestar publicamente: "A Deolane não recebeu nenhum tipo de ficha nas últimas 24 horas. Em outro momento, ela foi alertada sobre uma ação de um patrocinador e em outro sobre uma oferta ilimitada a respeito de cigarro eletrônico. É isso", afirmou o diretor. Ele continua se explicando: "A gente sempre usou fichas (físicas ou mostras em tela) para orientar e alertar os peões a respeito de questões de mecânica e funcionamento da Fazenda (entre elas, as de punições, que vocês conhecem). Algumas fichas são coletivos (na TV da sala) e outros individuais (no closet)".  A apresentadora Adriane Galisteu também foi alvo de críticas, sendo acusada de ser parcial e estar do lado do hipotético 'grupo A', além de não se posicionar em relação às polêmicas do jogo.

## Participantes
A temporada conta com 21 participantes em busca do prêmio. No dia 6 de setembro de 2022, em uma coletiva de imprensa através do Hoje em Dia, foram revelados 6 peões do elenco: Ellen Cardoso, Ruivinha de Marte, Deborah Albuquerque, Thomaz Costa, Iran Malfitano e Deolane Bezerra. No dia 8 de setembro de 2022, na final do reality show Ilha Record, foram revelados 2 peões do elenco: Kerline Cardoso e Tiago Ramos. No dia 12 de setembro de 2022, na pré-estreia do reality show, foram revelados os últimos 12 peões do elenco: Shayan Haghbin, Rosiane Pinheiro, Ingrid Ohara, Lucas Santos, Tati Zaqui, Vini Büttel, Pelé Milflows, Bruno Tálamo, Pétala Barreiros, Bárbara Borges, André Marinho e Alex Gallete. No dia 15 de setembro, Bia Miranda foi a escolhida do público no Paiol para ocupar a vigésima primeira e última vaga da temporada.
| Participante                                         | Profissão                                | Resultado                               |
| ---------------------------------------------------- | ---------------------------------------- | --------------------------------------- |
| Bárbara Borges 43 anos, Rio de Janeiro - RJ          | Atriz                                    | Vencedora em 15 de dezembro de 2022     |
| Bia Miranda 18 anos, Rio de Janeiro - RJ             | Dançarina e modelo                       | 2º lugar em 15 de dezembro de 2022      |
| Iran Malfitano 40 anos, Belo Horizonte - MG          | Ator                                     | 3º lugar em 15 de dezembro de 2022      |
| Pelé Milflows 23 anos, Rio de Janeiro - RJ           | Rapper                                   | 14º eliminado em 13 de dezembro de 2022 |
| André Marinho 43 anos, Rio de Janeiro - RJ           | Cantor e criador de conteúdo             | 13º eliminado em 12 de dezembro de 2022 |
| Ellen Cardoso (Moranguinho) 41 anos, São Paulo - SP  | Dançarina e influenciadora digital       | 12ª eliminada em 8 de dezembro de 2022  |
| Pétala Barreiros 23 anos, Ribeirão Preto - SP        | Influenciadora digital e empresária      | Desistente em 5 de dezembro de 2022     |
| Deolane Bezerra 34 anos, Vitória de Santo Antão - PE | Advogada e influenciadora digital        | Desistente em 4 de dezembro de 2022     |
| Kerline Cardoso 30 anos, Fortaleza - CE              | Digital influencer e designer de moda    | 11ª eliminada em 24 de novembro de 2022 |
| Ruivinha de Marte 26 anos, Urucará - AM              | Digital influencer e cantora             | 10ª eliminada em 17 de novembro de 2022 |
| Alex Gallete 33 anos, Aracaju - SE                   | Apresentador e ator                      | 8º eliminado¹ em 10 de novembro de 2022 |
| Deborah Albuquerque 37 anos, São Paulo - SP          | Ex-dançarina e atriz                     | 8ª eliminada¹ em 10 de novembro de 2022 |
| Lucas Santos 22 anos, São Paulo - SP                 | Ator e cantor                            | 7º eliminado em 3 de novembro de 2022   |
| Vini Büttel 31 anos, Petrópolis - RJ                 | Influenciador digital e cinematografista | 6º eliminado em 27 de outubro de 2022   |
| Shayan Haghbin (Shay) 31 anos, Teerã - Irã           | Influenciador digital                    | Expulso em 21 de outubro de 2022        |
| Tiago Ramos 24 anos, Taguatinga - DF                 | Jogador de futebol e modelo              | Expulso em 21 de outubro de 2022        |
| Thomaz Costa 22 anos, São Paulo - SP                 | Ator e influenciador                     | 5º eliminado em 20 de outubro de 2022   |
| Tati Zaqui 28 anos, São Caetano do Sul - SP          | Cantora                                  | 4ª eliminada em 13 de outubro de 2022   |
| Rosiane Pinheiro 48 anos, São Gonçalo - RJ           | Dançarina e repórter                     | 3ª eliminada em 6 de outubro de 2022    |
| Ingrid Ohara 25 anos, Belém - PA                     | Apresentadora e influenciadora           | 2ª eliminada em 29 de setembro de 2022  |
| Bruno Tálamo 33 anos, São Paulo - SP                 | Repórter e colunista                     | 1º eliminado em 22 de setembro de 2022  |

Nota 1: Alex Gallete e Deborah Albuquerque foram eliminados simultaneamente na oitava roça do programa.

## Histórico

### Prêmios extras
A temporada trouxe outros prêmios extras no valor de R$ 500.000 ao longo do programa.
| Semana | Prova                                      | Prêmio                           | Ganhador    | Mediador    |
| ------ | ------------------------------------------ | -------------------------------- | ----------- | ----------- |
| 1      | Atividade "Seu Doce Azedou"                | R$ 3.000                         | Tati        | Kerline     |
| 1      | Atividade "Seu Doce Azedou"                | R$ 4.000                         | André       | Shay        |
| 1      | Atividade "Seu Doce Azedou"                | R$ 5.000                         | Ruivinha    | Deolane     |
| 1      | Atividade "Seu Doce Azedou"                | R$ 6.000                         | Bárbara     | Thomaz      |
| 1      | Atividade "Seu Doce Azedou"                | R$ 7.000                         | Alex        | Bruno       |
| 1      | Atividade "Seu Doce Azedou"                | R$ 8.000                         | Pelé        | Iran        |
| 1      | Atividade "Seu Doce Azedou"                | R$ 9.000                         | Kerline     | Bia         |
| 1      | Atividade "Seu Doce Azedou"                | R$ 9.000                         | Pétala      | Moranguinho |
| 1      | Atividade "Seu Doce Azedou"                | R$ 10.000                        | Tiago       | Ingrid      |
| 1      | Atividade "Seu Doce Azedou"                | R$ 15.000                        | Moranguinho | Deborah     |
| 1      | Atividade "Seu Doce Azedou"                | Carro 0 km no valor de R$ 80.000 | Lucas       | Vini        |
| 1      | Atividade "Quem Planta, Colhe"             | R$ 10.000                        | Iran        | Deborah     |
| 1      | Atividade "Quem Planta, Colhe"             | R$ 10.000                        | Iran        | Deolane     |
| 1      | Atividade "Quem Planta, Colhe"             | R$ 10.000                        | Iran        | Ruivinha    |
| 1      | Atividade "Quem Planta, Colhe"             | R$ 10.000                        | Iran        | Shay        |
| 1      | Atividade "Quem Planta, Colhe"             | R$ 10.000                        | Iran        | Vini        |
| 1      | Atividade "Quem Planta, Colhe"             | R$ 10.000                        | Shay        | Iran        |
| 2      | Atividade "Banco Original"                 | R$ 2.000                         | André       | André       |
| 2      | Atividade "Banco Original"                 | R$ 2.000                         | Iran        |             |
| 2      | Atividade "Banco Original"                 | R$ 2.000                         | Pelé        |             |
| 2      | Atividade "Banco Original"                 | R$ 2.000                         | Thomaz      |             |
| 2      | Atividade "Banco Original"                 | R$ 2.000                         | Vini        |             |
| 3      | Chama Preta Concedida pela "Prova de Fogo" | R$ 5.000                         | Nenhum      | Iran        |
| 4      | Prova de Fogo                              | R$ 5.000                         | Tati        | Tati        |
| 4      | Prova de Fogo                              | R$ 10.000                        | Shay        | Shay        |
| 4      | Prova de Fogo                              | R$ 15.000                        | Pelé        | Pelé        |
| 4      | Prova de Fogo                              | R$ 15.000                        | Vini        |             |
| 5      | Atividade                                  | R$ 10.000                        | Bárbara     | Bárbara     |
| 5      | Atividade                                  | R$ 3.000                         | Bia         | Bia         |
| 5      | Atividade                                  | R$ 10.000                        | Bia         | Deolane     |
| 6      | Atividade "A Fazenda 14 - O Filme"         | R$ 10.000                        | Lucas       | Lucas       |
| 6      | Atividade                                  | R$ 10.000                        | Pétala      | Pétala      |
| 7      | Atividade dos Presentes                    | R$ 5.000                         | Bia         | Bia         |
| 7      | Atividade dos Presentes                    | R$ 5.000                         | Iran        |             |
| 7      | Atividade dos Presentes                    | R$ 5.000                         | Ruivinha    |             |
| 7      | Prova de Fogo                              | R$ 10.000                        | Moranguinho | Moranguinho |
| 8      | Atividade "Museu da Discórdia"             | R$ 2.000                         | André       | André       |
| 8      | Atividade "Museu da Discórdia"             | R$ 2.000                         | Bárbara     |             |
| 8      | Atividade "Museu da Discórdia"             | R$ 2.000                         | Bia         |             |
| 8      | Atividade "Museu da Discórdia"             | R$ 2.000                         | Deolane     |             |
| 8      | Atividade "Museu da Discórdia"             | R$ 2.000                         | Pétala      |             |
| 9      | Atividade "Lavando Roupa Suja"             | R$ 10.000                        | André       | André       |
| 9      | Chama Verde Concedida pela "Prova de Fogo" | R$ 10.000                        | Pétala      | Pétala      |
| 10     | Atividade "Lembranças"                     | R$ 2.000                         | Bárbara     | Kerline     |
| 10     | Atividade "Lembranças"                     | R$ 2.000                         | Bia         | Pétala      |
| 10     | Atividade "Lembranças"                     | R$ 2.000                         | Deolane     | Moranguinho |
| 10     | Atividade "Lembranças"                     | R$ 2.000                         | Pelé        | Iran        |
| 10     | Atividade "Lembranças"                     | R$ 4.000                         | Pétala      | Bia         |
| 10     | Atividade "Lembranças"                     | R$ 4.000                         | Pétala      | Deolane     |
| 10     | Atividade "Lembranças"                     | R$ 6.000                         | Iran        | André       |
| 10     | Atividade "Lembranças"                     | R$ 6.000                         | Iran        | Bárbara     |
| 10     | Atividade "Lembranças"                     | R$ 6.000                         | Iran        | Pelé        |
| 11     | Atividade "Faronet"                        | R$ 5.000                         | Iran        | Iran        |
| 11     | Atividade "Faronet"                        | R$ 5.000                         | Moranguinho |             |
| 11     | Atividade "Faronet"                        | R$ 5.000                         | Pétala      |             |
| 11     | Atividade "Palpites para a Final"          | R$ 3.000                         | Deolane     | Bárbara     |
| 11     | Atividade "Palpites para a Final"          | R$ 3.000                         | Moranguinho | Pelé        |
| 11     | Atividade "Palpites para a Final"          | R$ 6.000                         | Bárbara     | Bia         |
| 11     | Atividade "Palpites para a Final"          | R$ 6.000                         | Bárbara     | Moranguinho |
| 11     | Atividade "Palpites para a Final"          | R$ 6.000                         | Bia         | André       |
| 11     | Atividade "Palpites para a Final"          | R$ 6.000                         | Bia         | Iran        |
| 11     | Atividade "Palpites para a Final"          | R$ 6.000                         | Iran        | Deolane     |
| 11     | Atividade "Palpites para a Final"          | R$ 6.000                         | Iran        | Pétala      |
| 12     | Atividade "Maletas"                        | R$ 20.000                        | André       | André       |
| 12     | Prova de Fogo                              | R$ 10.000                        | Bárbara     | Bárbara     |
| 12     | Prova de Fogo                              | R$ 10.000                        | Iran        |             |
| 13     | Atividade "Álbum de Recordações"           | R$ 5.000                         | André       | André       |
| 13     | Atividade "Álbum de Recordações"           | R$ 5.000                         | Bárbara     |             |
| 13     | Atividade "Álbum de Recordações"           | R$ 5.000                         | Bia         |             |
| 13     | Atividade "Álbum de Recordações"           | R$ 5.000                         | Iran        |             |
| 13     | Prova Final                                | R$ 5.333                         | Iran        | Iran        |
| 13     | Prova Final                                | R$ 5.333                         | Rosiane     | Iran        |
| 13     | Prova Final                                | R$ 5.333                         | Ruivinha    | Iran        |
| 13     | Prova Final                                | R$ 6.000                         | André       | André       |
| 13     | Prova Final                                | R$ 6.000                         | Lucas       | André       |
| 13     | Prova Final                                | R$ 6.000                         | Thomaz      | André       |
| 13     | Prova Final                                | R$ 6.000                         | Bia         | Bia         |
| 13     | Prova Final                                | R$ 6.000                         | Bruno       | Bia         |
| 13     | Prova Final                                | R$ 6.000                         | Moranguinho | Bia         |
| 13     | Prova Final                                | R$ 7.333                         | Alex        | Bárbara     |
| 13     | Prova Final                                | R$ 7.333                         | Bárbara     | Bárbara     |
| 13     | Prova Final                                | R$ 7.333                         | Kerline     | Bárbara     |
| 13     | Prova Final                                | R$ 8.500                         | Deborah     | Pelé        |
| 13     | Prova Final                                | R$ 8.500                         | Tati        | Pelé        |
| 13     | Prova Final                                | R$ 9.000                         | Pelé        | Pelé        |

| Semana | Atividade                      | Prêmio    | Ganhador    |
| ------ | ------------------------------ | --------- | ----------- |
| 1      | Atividade "Máquina da Verdade" | R$ 14.000 | Bruno       |
| 2      | Atividade "Máquina da Verdade" | R$ 20.000 | Ingrid      |
| 3      | Atividade "Máquina da Verdade" | R$ 20.000 | Rosiane     |
| 4      | Atividade "Máquina da Verdade" | R$ 20.000 | Tati        |
| 5      | Atividade "Máquina da Verdade" | R$ 20.000 | Thomaz      |
| 6      | Atividade "Máquina da Verdade" | R$ 20.000 | Vini        |
| 7      | Atividade "Máquina da Verdade" | R$ 17.000 | Lucas       |
| 8      | Atividade "Máquina da Verdade" | R$ 20.000 | Alex        |
| 8      | Atividade "Máquina da Verdade" | R$ 20.000 | Deborah     |
| 9      | Atividade "Máquina da Verdade" | R$ 20.000 | Ruivinha    |
| 10     | Atividade "Máquina da Verdade" | R$ 20.000 | Kerline     |
| 12     | Atividade "Máquina da Verdade" | R$ 20.000 | Moranguinho |

### Prova de Fogo
Assim como na temporada anterior, os participantes competem para ganhar o Poder do Lampião, que dá o direito ao detentor de abrir o Lampião que pode ter consequências boas ou ruins no processo de formação da Roça. Os poderes são divididos em duas Chamas: Amarela e Vermelha (ou Verde e Preta), respectivamente. A Chama escolhida pelo vencedor da Prova de Fogo permanece com ele e pode lhe trazer algum benefício. A Chama restante é definida, também, pelo vencedor da prova, que a delega a outro peão, sendo um benefício ou um malefício para quem ele(a) escolher. A Chama Vermelha (ou Verde) é definida pelo público através do R7.com dentre duas opções.
Os perdedores da prova estão automaticamente na Baia e, costumeiramente, cada um escolhe outro peão para ir ao local com eles.
| Semana | Participantes | Líder da prova | Ganhador | Excluídos                                        | Consequências |
| ------ | ------------- | -------------- | -------- | ------------------------------------------------ | --- |
| 1      | Bárbara       | Iran           | Iran     | André Bruno Deborah Moranguinho Shay Thomaz Vini | Chama Vermelha (André): Durante a votação, o dono deste poder poderá anular os votos de até três peões (Bruno, Deborah e Kerline). Eles deverão votar de novo, escolhendo novos alvos, exceto o dono deste poder (Bruno votou em Alex, Deborah em Thomaz e Kerline em Deolane). Chama Amarela (Iran): O dono deste poder iniciará a dinâmica do Resta-Um. Se não estiver na Roça, já está salvo (Iran salvou Bárbara e Shay foi o último a sobrar do "Resta Um"). |
| 1      | Bruno         | Iran           | Iran     | André Bruno Deborah Moranguinho Shay Thomaz Vini | Chama Vermelha (André): Durante a votação, o dono deste poder poderá anular os votos de até três peões (Bruno, Deborah e Kerline). Eles deverão votar de novo, escolhendo novos alvos, exceto o dono deste poder (Bruno votou em Alex, Deborah em Thomaz e Kerline em Deolane). Chama Amarela (Iran): O dono deste poder iniciará a dinâmica do Resta-Um. Se não estiver na Roça, já está salvo (Iran salvou Bárbara e Shay foi o último a sobrar do "Resta Um"). |
| 1      | Deolane       | Iran           | Iran     | André Bruno Deborah Moranguinho Shay Thomaz Vini | Chama Vermelha (André): Durante a votação, o dono deste poder poderá anular os votos de até três peões (Bruno, Deborah e Kerline). Eles deverão votar de novo, escolhendo novos alvos, exceto o dono deste poder (Bruno votou em Alex, Deborah em Thomaz e Kerline em Deolane). Chama Amarela (Iran): O dono deste poder iniciará a dinâmica do Resta-Um. Se não estiver na Roça, já está salvo (Iran salvou Bárbara e Shay foi o último a sobrar do "Resta Um"). |
| 1      | Ingrid        | Iran           | Iran     | André Bruno Deborah Moranguinho Shay Thomaz Vini | Chama Vermelha (André): Durante a votação, o dono deste poder poderá anular os votos de até três peões (Bruno, Deborah e Kerline). Eles deverão votar de novo, escolhendo novos alvos, exceto o dono deste poder (Bruno votou em Alex, Deborah em Thomaz e Kerline em Deolane). Chama Amarela (Iran): O dono deste poder iniciará a dinâmica do Resta-Um. Se não estiver na Roça, já está salvo (Iran salvou Bárbara e Shay foi o último a sobrar do "Resta Um"). |
| 1      | Iran          | Iran           | Iran     | André Bruno Deborah Moranguinho Shay Thomaz Vini | Chama Vermelha (André): Durante a votação, o dono deste poder poderá anular os votos de até três peões (Bruno, Deborah e Kerline). Eles deverão votar de novo, escolhendo novos alvos, exceto o dono deste poder (Bruno votou em Alex, Deborah em Thomaz e Kerline em Deolane). Chama Amarela (Iran): O dono deste poder iniciará a dinâmica do Resta-Um. Se não estiver na Roça, já está salvo (Iran salvou Bárbara e Shay foi o último a sobrar do "Resta Um"). |
| 1      | Rosiane       | Iran           | Iran     | André Bruno Deborah Moranguinho Shay Thomaz Vini | Chama Vermelha (André): Durante a votação, o dono deste poder poderá anular os votos de até três peões (Bruno, Deborah e Kerline). Eles deverão votar de novo, escolhendo novos alvos, exceto o dono deste poder (Bruno votou em Alex, Deborah em Thomaz e Kerline em Deolane). Chama Amarela (Iran): O dono deste poder iniciará a dinâmica do Resta-Um. Se não estiver na Roça, já está salvo (Iran salvou Bárbara e Shay foi o último a sobrar do "Resta Um"). |
| 1      | Tati          | Iran           | Iran     | André Bruno Deborah Moranguinho Shay Thomaz Vini | Chama Vermelha (André): Durante a votação, o dono deste poder poderá anular os votos de até três peões (Bruno, Deborah e Kerline). Eles deverão votar de novo, escolhendo novos alvos, exceto o dono deste poder (Bruno votou em Alex, Deborah em Thomaz e Kerline em Deolane). Chama Amarela (Iran): O dono deste poder iniciará a dinâmica do Resta-Um. Se não estiver na Roça, já está salvo (Iran salvou Bárbara e Shay foi o último a sobrar do "Resta Um"). |
| 1      | Thomaz        | Iran           | Iran     | André Bruno Deborah Moranguinho Shay Thomaz Vini | Chama Vermelha (André): Durante a votação, o dono deste poder poderá anular os votos de até três peões (Bruno, Deborah e Kerline). Eles deverão votar de novo, escolhendo novos alvos, exceto o dono deste poder (Bruno votou em Alex, Deborah em Thomaz e Kerline em Deolane). Chama Amarela (Iran): O dono deste poder iniciará a dinâmica do Resta-Um. Se não estiver na Roça, já está salvo (Iran salvou Bárbara e Shay foi o último a sobrar do "Resta Um"). |
| 1      | Alex          | Shay           | Iran     | André Bruno Deborah Moranguinho Shay Thomaz Vini | Chama Vermelha (André): Durante a votação, o dono deste poder poderá anular os votos de até três peões (Bruno, Deborah e Kerline). Eles deverão votar de novo, escolhendo novos alvos, exceto o dono deste poder (Bruno votou em Alex, Deborah em Thomaz e Kerline em Deolane). Chama Amarela (Iran): O dono deste poder iniciará a dinâmica do Resta-Um. Se não estiver na Roça, já está salvo (Iran salvou Bárbara e Shay foi o último a sobrar do "Resta Um"). |
| 1      | Bia           | Shay           | Iran     | André Bruno Deborah Moranguinho Shay Thomaz Vini | Chama Vermelha (André): Durante a votação, o dono deste poder poderá anular os votos de até três peões (Bruno, Deborah e Kerline). Eles deverão votar de novo, escolhendo novos alvos, exceto o dono deste poder (Bruno votou em Alex, Deborah em Thomaz e Kerline em Deolane). Chama Amarela (Iran): O dono deste poder iniciará a dinâmica do Resta-Um. Se não estiver na Roça, já está salvo (Iran salvou Bárbara e Shay foi o último a sobrar do "Resta Um"). |
| 1      | Deborah       | Shay           | Iran     | André Bruno Deborah Moranguinho Shay Thomaz Vini | Chama Vermelha (André): Durante a votação, o dono deste poder poderá anular os votos de até três peões (Bruno, Deborah e Kerline). Eles deverão votar de novo, escolhendo novos alvos, exceto o dono deste poder (Bruno votou em Alex, Deborah em Thomaz e Kerline em Deolane). Chama Amarela (Iran): O dono deste poder iniciará a dinâmica do Resta-Um. Se não estiver na Roça, já está salvo (Iran salvou Bárbara e Shay foi o último a sobrar do "Resta Um"). |
| 1      | Kerline       | Shay           | Iran     | André Bruno Deborah Moranguinho Shay Thomaz Vini | Chama Vermelha (André): Durante a votação, o dono deste poder poderá anular os votos de até três peões (Bruno, Deborah e Kerline). Eles deverão votar de novo, escolhendo novos alvos, exceto o dono deste poder (Bruno votou em Alex, Deborah em Thomaz e Kerline em Deolane). Chama Amarela (Iran): O dono deste poder iniciará a dinâmica do Resta-Um. Se não estiver na Roça, já está salvo (Iran salvou Bárbara e Shay foi o último a sobrar do "Resta Um"). |
| 1      | Moranguinho   | Shay           | Iran     | André Bruno Deborah Moranguinho Shay Thomaz Vini | Chama Vermelha (André): Durante a votação, o dono deste poder poderá anular os votos de até três peões (Bruno, Deborah e Kerline). Eles deverão votar de novo, escolhendo novos alvos, exceto o dono deste poder (Bruno votou em Alex, Deborah em Thomaz e Kerline em Deolane). Chama Amarela (Iran): O dono deste poder iniciará a dinâmica do Resta-Um. Se não estiver na Roça, já está salvo (Iran salvou Bárbara e Shay foi o último a sobrar do "Resta Um"). |
| 1      | Pétala        | Shay           | Iran     | André Bruno Deborah Moranguinho Shay Thomaz Vini | Chama Vermelha (André): Durante a votação, o dono deste poder poderá anular os votos de até três peões (Bruno, Deborah e Kerline). Eles deverão votar de novo, escolhendo novos alvos, exceto o dono deste poder (Bruno votou em Alex, Deborah em Thomaz e Kerline em Deolane). Chama Amarela (Iran): O dono deste poder iniciará a dinâmica do Resta-Um. Se não estiver na Roça, já está salvo (Iran salvou Bárbara e Shay foi o último a sobrar do "Resta Um"). |
| 1      | Ruivinha      | Shay           | Iran     | André Bruno Deborah Moranguinho Shay Thomaz Vini | Chama Vermelha (André): Durante a votação, o dono deste poder poderá anular os votos de até três peões (Bruno, Deborah e Kerline). Eles deverão votar de novo, escolhendo novos alvos, exceto o dono deste poder (Bruno votou em Alex, Deborah em Thomaz e Kerline em Deolane). Chama Amarela (Iran): O dono deste poder iniciará a dinâmica do Resta-Um. Se não estiver na Roça, já está salvo (Iran salvou Bárbara e Shay foi o último a sobrar do "Resta Um"). |
| 1      | Shay          | Shay           | Iran     | André Bruno Deborah Moranguinho Shay Thomaz Vini | Chama Vermelha (André): Durante a votação, o dono deste poder poderá anular os votos de até três peões (Bruno, Deborah e Kerline). Eles deverão votar de novo, escolhendo novos alvos, exceto o dono deste poder (Bruno votou em Alex, Deborah em Thomaz e Kerline em Deolane). Chama Amarela (Iran): O dono deste poder iniciará a dinâmica do Resta-Um. Se não estiver na Roça, já está salvo (Iran salvou Bárbara e Shay foi o último a sobrar do "Resta Um"). |
| 2      | Deolane       | Deolane        | Deolane  | Ingrid Kerline Rosiane Ruivinha                  | Chama Vermelha (Deolane): O dono do Poder deverá repassar todos os votos que qualquer peão recebeu (Bia) para outro peão (Deborah). Chama Amarela (Pétala): O dono do Poder deverá escolher alguém da Baia (Rosiane), ela estará imune na escolha do terceiro Roceiro. |
| 2      | Rosiane       |                | Deolane  | Ingrid Kerline Rosiane Ruivinha                  | Chama Vermelha (Deolane): O dono do Poder deverá repassar todos os votos que qualquer peão recebeu (Bia) para outro peão (Deborah). Chama Amarela (Pétala): O dono do Poder deverá escolher alguém da Baia (Rosiane), ela estará imune na escolha do terceiro Roceiro. |
| 3      | Iran          | Iran           | Iran     | Bárbara Bia Deborah Kerline Pétala               | Chama Verde (André): Troque um peão da Baia (Bárbara) por um peão da sede (Deborah). Chama Preta (Iran): Escolha entre ter o voto dobrado (Tiago) ou não ter direito ao voto e ganhar um prêmio de R$ 5 mil. |
| 3      | Thomaz        | Iran           | Iran     | Bárbara Bia Deborah Kerline Pétala               | Chama Verde (André): Troque um peão da Baia (Bárbara) por um peão da sede (Deborah). Chama Preta (Iran): Escolha entre ter o voto dobrado (Tiago) ou não ter direito ao voto e ganhar um prêmio de R$ 5 mil. |
| 3      | Kerline       | Kerline        | Iran     | Bárbara Bia Deborah Kerline Pétala               | Chama Verde (André): Troque um peão da Baia (Bárbara) por um peão da sede (Deborah). Chama Preta (Iran): Escolha entre ter o voto dobrado (Tiago) ou não ter direito ao voto e ganhar um prêmio de R$ 5 mil. |
| 3      | Tiago         | Kerline        | Iran     | Bárbara Bia Deborah Kerline Pétala               | Chama Verde (André): Troque um peão da Baia (Bárbara) por um peão da sede (Deborah). Chama Preta (Iran): Escolha entre ter o voto dobrado (Tiago) ou não ter direito ao voto e ganhar um prêmio de R$ 5 mil. |
| 3      | Pétala        | Pétala         | Iran     | Bárbara Bia Deborah Kerline Pétala               | Chama Verde (André): Troque um peão da Baia (Bárbara) por um peão da sede (Deborah). Chama Preta (Iran): Escolha entre ter o voto dobrado (Tiago) ou não ter direito ao voto e ganhar um prêmio de R$ 5 mil. |
| 3      | Ruivinha      | Pétala         | Iran     | Bárbara Bia Deborah Kerline Pétala               | Chama Verde (André): Troque um peão da Baia (Bárbara) por um peão da sede (Deborah). Chama Preta (Iran): Escolha entre ter o voto dobrado (Tiago) ou não ter direito ao voto e ganhar um prêmio de R$ 5 mil. |
| 4      | Bárbara       | Bárbara        | Pelé     | Bárbara Deolane Moranguinho Ruivinha             | Chama Vermelha (Kerline): Escolha um peão da Baia (Deolane) que poderá ser votado pelos demais peões. Chama Amarela (Pelé): Cancelado/Não revelado. |
| 4      | Deolane       |                | Pelé     | Bárbara Deolane Moranguinho Ruivinha             | Chama Vermelha (Kerline): Escolha um peão da Baia (Deolane) que poderá ser votado pelos demais peões. Chama Amarela (Pelé): Cancelado/Não revelado. |
| 4      | Moranguinho   |                | Pelé     | Bárbara Deolane Moranguinho Ruivinha             | Chama Vermelha (Kerline): Escolha um peão da Baia (Deolane) que poderá ser votado pelos demais peões. Chama Amarela (Pelé): Cancelado/Não revelado. |
| 4      | Pelé          |                | Pelé     | Bárbara Deolane Moranguinho Ruivinha             | Chama Vermelha (Kerline): Escolha um peão da Baia (Deolane) que poderá ser votado pelos demais peões. Chama Amarela (Pelé): Cancelado/Não revelado. |
| 4      | Ruivinha      |                | Pelé     | Bárbara Deolane Moranguinho Ruivinha             | Chama Vermelha (Kerline): Escolha um peão da Baia (Deolane) que poderá ser votado pelos demais peões. Chama Amarela (Pelé): Cancelado/Não revelado. |
| 4      | Shay          |                | Pelé     | Bárbara Deolane Moranguinho Ruivinha             | Chama Vermelha (Kerline): Escolha um peão da Baia (Deolane) que poderá ser votado pelos demais peões. Chama Amarela (Pelé): Cancelado/Não revelado. |
| 4      | Tati          |                | Pelé     | Bárbara Deolane Moranguinho Ruivinha             | Chama Vermelha (Kerline): Escolha um peão da Baia (Deolane) que poderá ser votado pelos demais peões. Chama Amarela (Pelé): Cancelado/Não revelado. |
| 4      | Vini          |                | Pelé     | Bárbara Deolane Moranguinho Ruivinha             | Chama Vermelha (Kerline): Escolha um peão da Baia (Deolane) que poderá ser votado pelos demais peões. Chama Amarela (Pelé): Cancelado/Não revelado. |
| 5      | Alex          | Alex           | André    | Alex Lucas Thomaz Tiago                          | Chama Verde (Deolane): O dono deste poder deverá indicar o terceiro roceiro, dentre os moradores da Baia (Thomaz). Chama Preta (André): Troque o roceiro vetado da Prova do Fazendeiro (Shay) por outro roceiro (Thomaz). |
| 5      | André         |                | André    | Alex Lucas Thomaz Tiago                          | Chama Verde (Deolane): O dono deste poder deverá indicar o terceiro roceiro, dentre os moradores da Baia (Thomaz). Chama Preta (André): Troque o roceiro vetado da Prova do Fazendeiro (Shay) por outro roceiro (Thomaz). |
| 5      | Lucas         |                | André    | Alex Lucas Thomaz Tiago                          | Chama Verde (Deolane): O dono deste poder deverá indicar o terceiro roceiro, dentre os moradores da Baia (Thomaz). Chama Preta (André): Troque o roceiro vetado da Prova do Fazendeiro (Shay) por outro roceiro (Thomaz). |
| 5      | Thomaz        |                | André    | Alex Lucas Thomaz Tiago                          | Chama Verde (Deolane): O dono deste poder deverá indicar o terceiro roceiro, dentre os moradores da Baia (Thomaz). Chama Preta (André): Troque o roceiro vetado da Prova do Fazendeiro (Shay) por outro roceiro (Thomaz). |
| 6      | Bia           | Bia            | Kerline  | Alex Bia Deolane Pétala                          | Chama Verde (Pétala): Você é o terceiro roceiro de hoje. Caso você já esteja na Roça, escolha o terceiro roceiro entre os peões da baia ou da sede. Chama Preta (Kerline): O dono do Poder estará imune à formação da Roça. |
| 6      | Deolane       |                | Kerline  | Alex Bia Deolane Pétala                          | Chama Verde (Pétala): Você é o terceiro roceiro de hoje. Caso você já esteja na Roça, escolha o terceiro roceiro entre os peões da baia ou da sede. Chama Preta (Kerline): O dono do Poder estará imune à formação da Roça. |
| 6      | Kerline       |                | Kerline  | Alex Bia Deolane Pétala                          | Chama Verde (Pétala): Você é o terceiro roceiro de hoje. Caso você já esteja na Roça, escolha o terceiro roceiro entre os peões da baia ou da sede. Chama Preta (Kerline): O dono do Poder estará imune à formação da Roça. |
| 6      | Pétala        |                | Kerline  | Alex Bia Deolane Pétala                          | Chama Verde (Pétala): Você é o terceiro roceiro de hoje. Caso você já esteja na Roça, escolha o terceiro roceiro entre os peões da baia ou da sede. Chama Preta (Kerline): O dono do Poder estará imune à formação da Roça. |
| 7      | Alex          | Alex           | Deborah  | Alex Iran Lucas Ruivinha                         | Chama Vermelha (Deborah): O dono do poder deverá cancelar o voto de 2 peões (Deolane e Pétala). Chama Amarela (Bárbara): O seu voto terá peso dois (Bárbara votou em Deolane). |
| 7      | Deborah       |                | Deborah  | Alex Iran Lucas Ruivinha                         | Chama Vermelha (Deborah): O dono do poder deverá cancelar o voto de 2 peões (Deolane e Pétala). Chama Amarela (Bárbara): O seu voto terá peso dois (Bárbara votou em Deolane). |
| 7      | Iran          |                | Deborah  | Alex Iran Lucas Ruivinha                         | Chama Vermelha (Deborah): O dono do poder deverá cancelar o voto de 2 peões (Deolane e Pétala). Chama Amarela (Bárbara): O seu voto terá peso dois (Bárbara votou em Deolane). |
| 7      | Lucas         |                | Deborah  | Alex Iran Lucas Ruivinha                         | Chama Vermelha (Deborah): O dono do poder deverá cancelar o voto de 2 peões (Deolane e Pétala). Chama Amarela (Bárbara): O seu voto terá peso dois (Bárbara votou em Deolane). |
| 7      | Moranguinho   |                | Deborah  | Alex Iran Lucas Ruivinha                         | Chama Vermelha (Deborah): O dono do poder deverá cancelar o voto de 2 peões (Deolane e Pétala). Chama Amarela (Bárbara): O seu voto terá peso dois (Bárbara votou em Deolane). |
| 7      | Ruivinha      |                | Deborah  | Alex Iran Lucas Ruivinha                         | Chama Vermelha (Deborah): O dono do poder deverá cancelar o voto de 2 peões (Deolane e Pétala). Chama Amarela (Bárbara): O seu voto terá peso dois (Bárbara votou em Deolane). |
| 8      | Alex          | André          | Pétala   | André Deolane Kerline Ruivinha                   | Chama Verde (Deolane): O dono do poder deverá começar o Resta Um. (Deolane salvou Pétala e Alex foi o último a sobrar do "Resta Um"). Chama Preta (Pétala): A Roça desta semana terá 5 peões, você deve indicar um quinto roceiro (Deborah) e ela deverá vetar mais um roceiro da Prova do Fazendeiro (Alex). |
| 8      | André         | André          | Pétala   | André Deolane Kerline Ruivinha                   | Chama Verde (Deolane): O dono do poder deverá começar o Resta Um. (Deolane salvou Pétala e Alex foi o último a sobrar do "Resta Um"). Chama Preta (Pétala): A Roça desta semana terá 5 peões, você deve indicar um quinto roceiro (Deborah) e ela deverá vetar mais um roceiro da Prova do Fazendeiro (Alex). |
| 8      | Pelé          | André          | Pétala   | André Deolane Kerline Ruivinha                   | Chama Verde (Deolane): O dono do poder deverá começar o Resta Um. (Deolane salvou Pétala e Alex foi o último a sobrar do "Resta Um"). Chama Preta (Pétala): A Roça desta semana terá 5 peões, você deve indicar um quinto roceiro (Deborah) e ela deverá vetar mais um roceiro da Prova do Fazendeiro (Alex). |
| 8      | Deborah       | Kerline        | Pétala   | André Deolane Kerline Ruivinha                   | Chama Verde (Deolane): O dono do poder deverá começar o Resta Um. (Deolane salvou Pétala e Alex foi o último a sobrar do "Resta Um"). Chama Preta (Pétala): A Roça desta semana terá 5 peões, você deve indicar um quinto roceiro (Deborah) e ela deverá vetar mais um roceiro da Prova do Fazendeiro (Alex). |
| 8      | Kerline       | Kerline        | Pétala   | André Deolane Kerline Ruivinha                   | Chama Verde (Deolane): O dono do poder deverá começar o Resta Um. (Deolane salvou Pétala e Alex foi o último a sobrar do "Resta Um"). Chama Preta (Pétala): A Roça desta semana terá 5 peões, você deve indicar um quinto roceiro (Deborah) e ela deverá vetar mais um roceiro da Prova do Fazendeiro (Alex). |
| 8      | Ruivinha      | Kerline        | Pétala   | André Deolane Kerline Ruivinha                   | Chama Verde (Deolane): O dono do poder deverá começar o Resta Um. (Deolane salvou Pétala e Alex foi o último a sobrar do "Resta Um"). Chama Preta (Pétala): A Roça desta semana terá 5 peões, você deve indicar um quinto roceiro (Deborah) e ela deverá vetar mais um roceiro da Prova do Fazendeiro (Alex). |
| 8      | Deolane       | Pétala         | Pétala   | André Deolane Kerline Ruivinha                   | Chama Verde (Deolane): O dono do poder deverá começar o Resta Um. (Deolane salvou Pétala e Alex foi o último a sobrar do "Resta Um"). Chama Preta (Pétala): A Roça desta semana terá 5 peões, você deve indicar um quinto roceiro (Deborah) e ela deverá vetar mais um roceiro da Prova do Fazendeiro (Alex). |
| 8      | Iran          | Pétala         | Pétala   | André Deolane Kerline Ruivinha                   | Chama Verde (Deolane): O dono do poder deverá começar o Resta Um. (Deolane salvou Pétala e Alex foi o último a sobrar do "Resta Um"). Chama Preta (Pétala): A Roça desta semana terá 5 peões, você deve indicar um quinto roceiro (Deborah) e ela deverá vetar mais um roceiro da Prova do Fazendeiro (Alex). |
| 8      | Pétala        | Pétala         | Pétala   | André Deolane Kerline Ruivinha                   | Chama Verde (Deolane): O dono do poder deverá começar o Resta Um. (Deolane salvou Pétala e Alex foi o último a sobrar do "Resta Um"). Chama Preta (Pétala): A Roça desta semana terá 5 peões, você deve indicar um quinto roceiro (Deborah) e ela deverá vetar mais um roceiro da Prova do Fazendeiro (Alex). |
| 9      | Iran          | Iran           | Iran     | Kerline Moranguinho Pelé Pétala                  | Chama Vermelha (Pelé): Troque o terceiro roceiro (Pétala) por qualquer outro peão da baia ou da sede (Bia). Chama Amarela (Iran): O dono do poder estará imune à segunda vaga da Roça. |
| 9      | Moranguinho   |                | Iran     | Kerline Moranguinho Pelé Pétala                  | Chama Vermelha (Pelé): Troque o terceiro roceiro (Pétala) por qualquer outro peão da baia ou da sede (Bia). Chama Amarela (Iran): O dono do poder estará imune à segunda vaga da Roça. |
| 9      | Pelé          |                | Iran     | Kerline Moranguinho Pelé Pétala                  | Chama Vermelha (Pelé): Troque o terceiro roceiro (Pétala) por qualquer outro peão da baia ou da sede (Bia). Chama Amarela (Iran): O dono do poder estará imune à segunda vaga da Roça. |
| 10     | André         | André          | Pétala   | André Bia Kerline                                | Chama Verde (Pétala): O dono deste poder ganhará um prêmio de 10 mil reais se decidir deixar a sede sem água quente durante 48 horas. Chama Preta (Bia): O dono do poder deverá imunizar um peão da Baia na escolha do terceiro roceiro (André). Se estiver na Baia, não poderá imunizar a si mesmo. |
| 10     | Kerline       |                | Pétala   | André Bia Kerline                                | Chama Verde (Pétala): O dono deste poder ganhará um prêmio de 10 mil reais se decidir deixar a sede sem água quente durante 48 horas. Chama Preta (Bia): O dono do poder deverá imunizar um peão da Baia na escolha do terceiro roceiro (André). Se estiver na Baia, não poderá imunizar a si mesmo. |
| 10     | Pétala        |                | Pétala   | André Bia Kerline                                | Chama Verde (Pétala): O dono deste poder ganhará um prêmio de 10 mil reais se decidir deixar a sede sem água quente durante 48 horas. Chama Preta (Bia): O dono do poder deverá imunizar um peão da Baia na escolha do terceiro roceiro (André). Se estiver na Baia, não poderá imunizar a si mesmo. |
| 11     | Bárbara       | Bárbara        | Iran     | Bárbara Deolane Pelé                             | Chama Vermelha (Iran): O dono deste poder deverá trocar o peão que foi vetado da Prova do Fazendeiro (Pelé) por outro peão que está na Roça (Pétala). Chama Amarela (André): O dono do poder deverá votar mais uma vez (Pétala). |
| 11     | Deolane       |                | Iran     | Bárbara Deolane Pelé                             | Chama Vermelha (Iran): O dono deste poder deverá trocar o peão que foi vetado da Prova do Fazendeiro (Pelé) por outro peão que está na Roça (Pétala). Chama Amarela (André): O dono do poder deverá votar mais uma vez (Pétala). |
| 11     | Iran          |                | Iran     | Bárbara Deolane Pelé                             | Chama Vermelha (Iran): O dono deste poder deverá trocar o peão que foi vetado da Prova do Fazendeiro (Pelé) por outro peão que está na Roça (Pétala). Chama Amarela (André): O dono do poder deverá votar mais uma vez (Pétala). |
| 11     | Pelé          |                | Iran     | Bárbara Deolane Pelé                             | Chama Vermelha (Iran): O dono deste poder deverá trocar o peão que foi vetado da Prova do Fazendeiro (Pelé) por outro peão que está na Roça (Pétala). Chama Amarela (André): O dono do poder deverá votar mais uma vez (Pétala). |
| 12     | André         | André          | André    | Bia Moranguinho Pétala                           | Chama Vermelha (André): O dono deste poder deverá indicar o quarto roceiro entre os peões da sede ou da Baia (Bárbara). Chama Amarela (Iran): O terceiro roceiro será definido pelo Resta Um. O dono do poder deverá começá-lo (Iran salvou Bárbara e Moranguinho foi a última a sobrar do "Resta Um"). |
| 12     | Bárbara       |                | André    | Bia Moranguinho Pétala                           | Chama Vermelha (André): O dono deste poder deverá indicar o quarto roceiro entre os peões da sede ou da Baia (Bárbara). Chama Amarela (Iran): O terceiro roceiro será definido pelo Resta Um. O dono do poder deverá começá-lo (Iran salvou Bárbara e Moranguinho foi a última a sobrar do "Resta Um"). |
| 12     | Iran          |                | André    | Bia Moranguinho Pétala                           | Chama Vermelha (André): O dono deste poder deverá indicar o quarto roceiro entre os peões da sede ou da Baia (Bárbara). Chama Amarela (Iran): O terceiro roceiro será definido pelo Resta Um. O dono do poder deverá começá-lo (Iran salvou Bárbara e Moranguinho foi a última a sobrar do "Resta Um"). |
| 12     | Bia           |                | André    | Bia Moranguinho Pétala                           | Chama Vermelha (André): O dono deste poder deverá indicar o quarto roceiro entre os peões da sede ou da Baia (Bárbara). Chama Amarela (Iran): O terceiro roceiro será definido pelo Resta Um. O dono do poder deverá começá-lo (Iran salvou Bárbara e Moranguinho foi a última a sobrar do "Resta Um"). |
| 12     | Moranguinho   |                | André    | Bia Moranguinho Pétala                           | Chama Vermelha (André): O dono deste poder deverá indicar o quarto roceiro entre os peões da sede ou da Baia (Bárbara). Chama Amarela (Iran): O terceiro roceiro será definido pelo Resta Um. O dono do poder deverá começá-lo (Iran salvou Bárbara e Moranguinho foi a última a sobrar do "Resta Um"). |
| 12     | Pétala        |                | André    | Bia Moranguinho Pétala                           | Chama Vermelha (André): O dono deste poder deverá indicar o quarto roceiro entre os peões da sede ou da Baia (Bárbara). Chama Amarela (Iran): O terceiro roceiro será definido pelo Resta Um. O dono do poder deverá começá-lo (Iran salvou Bárbara e Moranguinho foi a última a sobrar do "Resta Um"). |

### Delegação das obrigações
Toda semana, o Fazendeiro tem que delegar uma obrigação para os peões, como cuidar das vacas, das aves e das plantas.
|                  | Sem. 1                                                                     | Sem. 2                                                                       | Sem. 3                                                                 | Sem. 4                                                             | Sem. 5                                                    | Sem. 6                                          | Sem. 7                        | Sem. 8               | Sem. 9        | Sem. 10     | Sem. 11     | Sem. 12     | Sem. 13     |
| ---------------- | -------------------------------------------------------------------------- | ---------------------------------------------------------------------------- | ---------------------------------------------------------------------- | ------------------------------------------------------------------ | --------------------------------------------------------- | ----------------------------------------------- | ----------------------------- | -------------------- | ------------- | ----------- | ----------- | ----------- | ----------- |
| Fazendeiro       | Lucas                                                                      | Shay                                                                         | Vini                                                                   | Alex                                                               | Bia                                                       | Lucas                                           | Pelé                          | Bia                  | Bárbara       | Deolane     | Bia         | Pelé        | Bárbara     |
| Vaca e touro     | Shay                                                                       | Deolane                                                                      | Bárbara                                                                | Thomaz                                                             | Alex                                                      | Deborah                                         | André                         | Iran                 | Deolane       | Bárbara     | Iran        | Bia         | Iran        |
| Vaca e touro     | Tati                                                                       | Lucas                                                                        | Pelé                                                                   | Vini                                                               | Kerline                                                   | Ruivinha                                        | Bia                           | Moranguinho          | Pétala        | Kerline     | Pelé        | Moranguinho | Pelé        |
| Cavalo           | Bruno                                                                      | Thomaz                                                                       | Tati                                                                   | Shay                                                               | Pelé                                                      | Kerline                                         | Iran                          | Bárbara              | Deborah       | André       | Pétala      | Deolane     | Moranguinho |
| Cavalo           | Bruno                                                                      | Thomaz                                                                       | Tati                                                                   | Shay                                                               | Pelé                                                      | Kerline                                         | Iran                          | Bárbara              | Deborah       | André       | Pétala      | Pétala      | Moranguinho |
| Cavalo           | Bruno                                                                      | Thomaz                                                                       | Tati                                                                   | Shay                                                               | Pelé                                                      | Kerline                                         | Iran                          | Bárbara              | Ruivinha      | André       | Pétala      | Bia         |             |
| Cavalo           | Bruno                                                                      | Thomaz                                                                       | Tati                                                                   | Shay                                                               | Pelé                                                      | Kerline                                         | Iran                          | Bárbara              | Ruivinha      | André       | Pétala      | Bia         | Bárbara     |
| Lhama            | Deborah                                                                    | Tiago                                                                        | Iran                                                                   | Kerline                                                            | Ruivinha                                                  | Shay                                            | Lucas                         | Alex                 | Bia           | Pétala      | Deolane     | Bárbara     | André       |
| Lhama            | Deborah                                                                    | Tiago                                                                        | Iran                                                                   | Kerline                                                            | Ruivinha                                                  | Vini                                            | Lucas                         | Alex                 | Bia           | Pétala      | Deolane     | Moranguinho | André       |
| Ovelhas          | Rosiane                                                                    | Deborah                                                                      | Kerline                                                                | Tati                                                               | Bárbara                                                   | Pelé                                            | Moranguinho                   | Ruivinha             | Alex          | Bia         | André       | Pétala      | André       |
| Ovelhas          | Rosiane                                                                    | Deborah                                                                      | Kerline                                                                | Tati                                                               | Bárbara                                                   | Pelé                                            | Moranguinho                   | Ruivinha             | Iran          | Bia         | André       | Bia         | André       |
| Porcos           | Alex                                                                       | Ingrid                                                                       | André                                                                  | Deborah                                                            | Shay                                                      | Iran                                            | Vini                          | Lucas                | Pelé          | Iran        | Kerline     | Iran        | Bia         |
| Porcos           | Alex                                                                       | Ingrid                                                                       | André                                                                  | Deborah                                                            | Shay                                                      | Iran                                            | Ruivinha                      | Pétala               | Pelé          | Iran        | Bárbara     | Iran        | Bia         |
| Hortas e plantas | Pelé                                                                       | Pétala                                                                       | Ruivinha                                                               | Bia                                                                | Iran                                                      | Alex                                            | Kerline                       | Deborah              | André         | Moranguinho | Bárbara     | André       | Moranguinho |
| Hortas e plantas | Pelé                                                                       | Pétala                                                                       | Ruivinha                                                               | Bia                                                                | Iran                                                      | Alex                                            | Kerline                       | Deborah              | André         | Moranguinho | Bárbara     | André       | Iran        |
| Aves             | Ruivinha                                                                   | Bia                                                                          | Alex                                                                   | Pétala                                                             | Thomaz                                                    | Bárbara                                         | Deolane                       | Kerline              | Moranguinho   | Pelé        | André       | Iran        | Bia         |
| Lixo             | Bárbara                                                                    | Vini                                                                         | Ingrid                                                                 | Tiago                                                              | Tati                                                      | Thomaz                                          | Pétala                        | Pelé                 | Kerline       | Ruivinha    | Moranguinho | André       | Pelé        |
| Lixo             | Bárbara                                                                    | Vini                                                                         | Shay                                                                   | Tiago                                                              | Tati                                                      | André                                           | Pétala                        | Pelé                 | Kerline       | Ruivinha    | Moranguinho | André       | Pelé        |
| Lixo             | Bárbara                                                                    | Vini                                                                         | Shay                                                                   | Tiago                                                              | Deborah                                                   | André                                           | Pétala                        | Pelé                 | Kerline       | Iran        | Moranguinho | André       | Pelé        |
| Sem obrigações   | André Bia Deolane Ingrid Iran Kerline Moranguinho Pétala Thomaz Tiago Vini | Alex André Bárbara Bruno Iran Kerline Moranguinho Pelé Rosiane Ruivinha Tati | Bia Deborah Deolane Lucas Moranguinho Pétala Rosiane Shay Thomaz Tiago | André Bárbara Deolane Iran Lucas Moranguinho Pelé Rosiane Ruivinha | André Deborah Deolane Lucas Moranguinho Pétala Tiago Vini | André Bia Deolane Moranguinho Pétala Tiago Vini | Alex Bárbara Deborah Ruivinha | André Deolane Pétala | Iran Ruivinha | Ninguém     | Ninguém     | Ninguém     | Ninguém     |

### Rancho do Fazendeiro
| Semana | Fazendeiro | Acompanhantes              |
| ------ | ---------- | -------------------------- |
| 1      | Lucas      | Deolane Moranguinho Pétala |
| 2      | Shay       | Deborah Iran Ruivinha      |
| 3      | Vini       | André Rosiane Thomaz       |
| 4      | Alex       | Bárbara Kerline Tati       |
| 5      | Bia        | Deolane Pétala Tiago       |
| 6      | Lucas      | André Moranguinho Vini     |
| 7      | Pelé       | Alex Deborah Iran          |
| 8      | Bia        | Deolane Moranguinho Pétala |
| 9      | Bárbara    | Iran Kerline Ruivinha      |
| 10     | Deolane    | Bia Moranguinho Pétala     |
| 11     | Bia        | Deolane Moranguinho Pétala |
| 12     | Bárbara    | André Iran                 |
| 12     | Pelé       | (nenhum)                   |
| 13     | Bárbara    | (nenhum)                   |

### Punições
Quando há o descumprimento de alguma regra, demora ou erro no cuidado dos animais, os peões recebem alguma punição que prejudique a autossubsistência na sede.
| Data  | Peão        | Motivo                                                                                             | Duração                 | Punição               | Fazendeiro da Semana |
| ----- | ----------- | -------------------------------------------------------------------------------------------------- | ----------------------- | --------------------- | -------------------- |
| 17/09 | Alex        | Levaram bebida da festa para dentro da sede                                                        | 12 horas                | Sem água quente       | Lucas                |
| 17/09 | Tiago       | Levaram bebida da festa para dentro da sede                                                        | 12 horas                | Sem água quente       | Lucas                |
| 18/09 | Lucas       | Não utilizou o microfone para se comunicar                                                         | 24 horas                | Sem piscina e ofurô   | Lucas                |
| 18/09 | Shay        | Não cumpriu as regras de convivência na Baia Utilizou o chuveiro da sede                           | 12 horas                | Sem água quente       | Lucas                |
| 19/09 | Shay (2)    | Não cumpriu as regras de convivência na Baia Utilizou a pia da sede                                | 12 horas                | Sem gás               | Lucas                |
| 19/09 | Shay (3)    | Não cumpriu as regras de convivência na Baia Entregou objeto a participante não integrante da Baia | 6 horas                 | Sem água              | Lucas                |
| 22/09 | Deborah     | Não cumpriu as regras de convivência na Baia Levou item não permitido (roupão)                     | 12 horas                | Sem café              | Shay                 |
| 22/09 | Bruno       | Não cumpriu as regras de convivência na Baia Utilizou água da sede                                 | 24 horas                | Sem água quente       | Shay                 |
| 23/09 | Thomaz      | Não atendeu aos sinais sonoros para obrigações do cavalo                                           | 24 horas                | Sem ovos              | Shay                 |
| 23/09 | Tiago (2)   | Trocou de roupa no reservado                                                                       | 24 horas                | Sem academia          | Shay                 |
| 24/09 | Tiago (3)   | Quebrou objeto da decoração propositalmente                                                        | 24 horas                | Sem café              | Shay                 |
| 26/09 | Bia         | Deixou o lago das aves transbordar                                                                 | 24 horas                | Sem gás               | Shay                 |
| 26/09 | Ingrid      | Não cumpriu as regras de convivência na Baia Utilizou o reservado da sede                          | 24 horas                | Sem água quente       | Shay                 |
| 01/10 | Bia (2)     | Levou bebida da festa para dentro da sede                                                          | 24 horas                | Sem gás               | Vini                 |
| 01/10 | Tiago (4)   | Fez necessidades fisiológicas fora do reservado                                                    | 24 horas                | Sem carne             | Vini                 |
| 04/10 | Pétala      | Não cumpriu as regras de horário da Fazenda Saiu do perímetro em horário não permitido             | 24 horas                | Sem café              | Vini                 |
| 04/10 | Shay (4)    | Uso indevido do microfone                                                                          | Até a próxima reposição | Sem ovos              | Vini                 |
| 04/10 | Bia (3)     | Não cumpriram as regras de convivência na Baia Utilizaram a pia da sede                            | 24 horas                | Sem água quente       | Vini                 |
| 04/10 | Pétala (2)  | Não cumpriram as regras de convivência na Baia Utilizaram a pia da sede                            | 24 horas                | Sem água quente       | Vini                 |
| 05/10 | Shay (5)    | Não cumpriu as regras de horário da Fazenda Saiu do perímetro em horário não permitido             | 48 horas                | Sem academia          | Vini                 |
| 05/10 | Bia (4)     | Não cumpriu as regras de convivência na Baia Ingeriu alimento dentro da Baia                       | 48 horas                | Sem sal               | Vini                 |
| 05/10 | Iran        | Não atendeu aos sinais sonoros para obrigações das lhamas                                          | 48 horas                | Sem gás               | Vini                 |
| 08/10 | Iran (2)    | Trocou de roupa no reservado                                                                       | 48 horas                | Sem piscina e ofurô   | Alex                 |
| 08/10 | Thomaz (2)  | Levaram bebida para a área dos animais                                                             | 24 horas                | Sem água encanada     | Alex                 |
| 11/10 | Pétala (3)  | Levaram bebida para a área dos animais                                                             | 48 horas                | Sem academia          | Alex                 |
| 11/10 | Pelé        | Leu o conteúdo da Chama Amarela durante a votação sem ser autorizado                               | Cancelamento de poder   | Cancelamento de poder | Alex                 |
| 12/10 | Kerline     | Não atendeu aos sinais sonoros para obrigações das lhamas                                          | Até a próxima reposição | Sem ovos              | Alex                 |
| 14/10 | Bia (5)     | Danificaram utensílios da casa                                                                     | 48 horas                | Sem água quente       | Bia                  |
| 14/10 | Deolane     | Danificaram utensílios da casa                                                                     | 48 horas                | Sem água quente       | Bia                  |
| 14/10 | Moranguinho | Danificaram utensílios da casa                                                                     | 48 horas                | Sem água quente       | Bia                  |
| 14/10 | Pétala (4)  | Danificaram utensílios da casa                                                                     | 48 horas                | Sem água quente       | Bia                  |
| 14/10 | Tiago (5)   | Danificaram utensílios da casa                                                                     | 48 horas                | Sem água quente       | Bia                  |
| 16/10 | Thomaz (3)  | Não cumpriu as regras de convivência na Baia Utilizou o chuveiro da sede                           | 48 horas                | Sem academia          | Bia                  |
| 18/10 | Iran (3)    | Levou bebida para a área dos animais                                                               | 48 horas                | Sem gás               | Bia                  |
| 19/10 | Alex (2)    | Não atenderam aos sinais sonoros para obrigações da vaca                                           | 48 horas                | Sem pães              | Bia                  |
| 19/10 | Kerline (2) | Não atenderam aos sinais sonoros para obrigações da vaca                                           | 48 horas                | Sem pães              | Bia                  |
| 19/10 | Thomaz (4)  | Levou bebida para a área dos animais                                                               | 24 horas                | Sem água quente       | Bia                  |
| 20/10 | Tiago (6)   | Não cumpriu as regras de convivência na Baia Utilizou a pia da sede                                | 48 horas                | Sem piscina e ofurô   | Lucas                |
| 21/10 | Shay (6)    | Colocaram em risco a integridade física um do outro e dos outros peões                             | Expulsão                | Expulsão              | Lucas                |
| 21/10 | Tiago (7)   | Colocaram em risco a integridade física um do outro e dos outros peões                             | Expulsão                | Expulsão              | Lucas                |
| 22/10 | Vini        | Não atendeu aos sinais sonoros para obrigações das lhamas                                          | 48 horas                | Sem café              | Lucas                |
| 23/10 | Deborah (2) | Levou feno para sede para inflamar o fogão a lenha                                                 | 48 horas                | Sem piscina e ofurô   | Lucas                |
| 30/10 | Deolane (2) | Não atendeu aos sinais sonoros para obrigações das aves                                            | Até a próxima reposição | Sem pão               | Pelé                 |
| 30/10 | Deolane (2) | Não atendeu aos sinais sonoros para obrigações das aves                                            | Até a próxima reposição | Sem sal               | Pelé                 |
| 30/10 | Deolane (2) | Não atendeu aos sinais sonoros para obrigações das aves                                            | Até a próxima reposição | Sem azeitonas         | Pelé                 |
| 02/11 | Iran (4)    | Não cumpriu as regras de convivência na Baia Utilizou a pia da sede                                | 48 horas                | Sem gás               | Pelé                 |
| 08/11 | Pétala (5)  | Levou alimento para a área dos animais                                                             | 48 horas                | Sem água quente       | Bia                  |
| 13/11 | Bia (6)     | Utilizaram descolorante na ducha                                                                   | 48 horas                | Sem gás               | Bárbara              |
| 13/11 | Pétala (6)  | Utilizaram descolorante na ducha                                                                   | 48 horas                | Sem gás               | Bárbara              |
| 13/11 | Kerline (3) | Não cumpriu as regras de convivência na Baia Utilizou a pia da sede                                | 48 horas                | Sem água quente       | Bárbara              |
| 18/11 | Bárbara     | Não atenderam aos sinais sonoros para obrigações da vaca                                           | 72 horas                | Sem piscina e ofurô   | Deolane              |
| 18/11 | Kerline (4) | Não atenderam aos sinais sonoros para obrigações da vaca                                           | 72 horas                | Sem piscina e ofurô   | Deolane              |
| 21/11 | Bia (7)     | Não cumpriu as regras de convivência na Baia Utilizou a pia da sede                                | Até a próxima reposição | Sem sal               | Deolane              |
| 21/11 | Bia (7)     | Não cumpriu as regras de convivência na Baia Utilizou a pia da sede                                | Até a próxima reposição | Sem shoyu             | Deolane              |
| 21/11 | Bia (7)     | Não cumpriu as regras de convivência na Baia Utilizou a pia da sede                                | Até a próxima reposição | Sem azeitonas         | Deolane              |
| 22/11 | Pétala (7)  | Decisão pelo poder da Chama Verde                                                                  | 48 horas                | Sem água quente       | Deolane              |
| 07/12 | Bia (8)     | Não atendeu aos sinais sonoros para obrigação das ovelhas                                          | 48 horas                | Sem gás               | Pelé                 |

### Votação
|                       | Semana 1                            | Semana 1                       | Semana 2                        | Semana 3                           | Semana 4                             | Semana 5                      | Semana 6                      | Semana 7                      | Semana 8                                  | Semana 8                                  | Semana 9                        | Semana 10                         | Semana 11                      | Semana 12                         | Semana 13                            | Semana 13                            | Semana 13                  | Votos recebidos |
| Dia 2                 | Dia 9                               | Dia 91                         | Semana 2                        | Semana 3                           | Semana 4                             | Semana 5                      | Semana 6                      | Semana 7                      | Semana 8                                  | Semana 8                                  | Semana 9                        | Semana 10                         | Semana 11                      | Semana 12                         | Dia 92                               | Final                                |                            | Votos recebidos |
| --------------------- | ----------------------------------- | ------------------------------ | ------------------------------- | ---------------------------------- | ------------------------------------ | ----------------------------- | ----------------------------- | ----------------------------- | ----------------------------------------- | ----------------------------------------- | ------------------------------- | --------------------------------- | ------------------------------ | --------------------------------- | ------------------------------------ | ------------------------------------ | -------------------------- | --------------- |
| Fazendeiro da Semana  | (nenhum)                            | Lucas                          | Shay                            | Vini                               | Alex                                 | Bia                           | Lucas                         | Pelé                          | Bia                                       | Bia                                       | Bárbara                         | Deolane                           | Bia                            | Pelé                              | Bárbara                              | (nenhum)                             | (nenhum)                   |                 |
| Poder do Lampião      | (nenhum)                            | Iran                           | Deolane                         | Iran                               | Pelé                                 | André                         | Kerline                       | Deborah                       | Pétala                                    | Pétala                                    | Iran                            | Pétala                            | Iran                           | André                             | (nenhum)                             | (nenhum)                             | (nenhum)                   |                 |
| Excluídos (Baia)      | André Bruno Thomaz Vini             | Bruno Deborah Moranguinho Shay | Ingrid Kerline Rosiane Ruivinha | Bárbara Bia Deborah Kerline Pétala | Bárbara Deolane Moranguinho Ruivinha | Alex Lucas Thomaz Tiago       | Alex Bia Deolane Pétala       | Alex Iran Lucas Ruivinha      | André Deolane Kerline Ruivinha            | André Deolane Kerline Ruivinha            | Kerline Moranguinho Pelé Pétala | André Bia Kerline                 | Bárbara Deolane Pelé           | Bia Moranguinho Pétala            | (nenhum)                             | (nenhum)                             | (nenhum)                   |                 |
| Indicado (Fazendeiro) | (nenhum)                            | Deborah                        | Vini                            | Alex                               | Vini                                 | Shay                          | Bárbara                       | Bia                           | Bárbara                                   | Bárbara                                   | Deolane                         | Bárbara                           | Pelé                           | Bia                               | (nenhum)                             | (nenhum)                             | (nenhum)                   |                 |
| Indicado (Peões)      | (nenhum)                            | Tiago                          | Deborah                         | Tiago                              | Bia                                  | Deolane                       | Vini                          | Deolane                       | Moranguinho                               | Moranguinho                               | Ruivinha                        | Moranguinho                       | Pétala                         | André                             | (nenhum)                             | (nenhum)                             | (nenhum)                   |                 |
| Indicado (Baia)       | (nenhum)                            | Bruno                          | Ingrid                          | Deborah                            | Bárbara                              | Thomaz                        | Pétala                        | Iran                          | Ruivinha                                  | Ruivinha                                  | Pétala                          | Kerline                           | Bárbara                        | Moranguinho                       | (nenhum)                             | (nenhum)                             | (nenhum)                   |                 |
| Indicado (Baia)       | (nenhum)                            | Bruno                          | Ingrid                          | Deborah                            | Bárbara                              | Thomaz                        | Pétala                        | Iran                          | Ruivinha                                  | Ruivinha                                  | Bia                             | Kerline                           | Bárbara                        | Moranguinho                       | (nenhum)                             | (nenhum)                             | (nenhum)                   |                 |
| Indicado (Outros)     | (nenhum)                            | Shay                           | Rosiane                         | Rosiane                            | Tati                                 | Lucas                         | Pelé                          | Lucas                         | Alex                                      | Deborah                                   | André                           | Bia                               | Deolane                        | Bárbara                           | André Bárbara Bia Iran               | Bárbara Bia Iran Pelé                | (nenhum)                   |                 |
|                       |                                     |                                |                                 |                                    |                                      |                               |                               |                               |                                           |                                           |                                 |                                   |                                |                                   |                                      |                                      |                            |                 |
| Bárbara               | Sede                                | Tiago                          | Pétala                          | Tiago                              | Bia                                  | Deolane                       | Vini                          | Deolane (x2)                  | Moranguinho                               | Moranguinho                               | Fazendeira                      | Moranguinho                       | Pétala                         | André                             | Roça                                 | Roça                                 | Vencedora (Dia 95)         | 8               |
| Bia                   | Paiol                               | Kerline                        | Deborah                         | Shay                               | Shay                                 | Fazendeira                    | Deborah                       | Kerline                       | Fazendeira                                | Fazendeira                                | Ruivinha                        | Iran                              | Fazendeira                     | André                             | Roça                                 | Roça                                 | 2º lugar (Dia 95)          | 16              |
| Iran                  | Sede                                | Vini                           | Bia Deborah                     | Tiago (x2)                         | Bia                                  | Deolane                       | Vini                          | Deolane                       | Moranguinho                               | Moranguinho                               | Bia                             | Moranguinho                       | Pétala                         | André                             | Roça                                 | Roça                                 | 3º lugar (Dia 95)          | 8               |
| Pelé                  | Sede                                | Tiago                          | Bia Deborah                     | Tiago                              | Bia                                  | Deolane                       | Vini                          | Fazendeiro                    | Moranguinho                               | Moranguinho                               | Bia                             | Moranguinho                       | Pétala                         | Fazendeiro                        | Salvo                                | Roça                                 | Eliminado (Dia 93)         | 1               |
| André                 | Sede                                | Tiago                          | Deborah                         | Shay                               | Shay                                 | Ruivinha                      | Deborah                       | Kerline                       | Deborah                                   | Deborah                                   | Ruivinha                        | Moranguinho                       | Pétala (x2)                    | Bárbara                           | Roça                                 | Eliminado (Dia 92)                   | Eliminado (Dia 92)         | 4               |
| Moranguinho           | Sede                                | Kerline                        | Deborah                         | Shay                               | Shay                                 | Ruivinha                      | Deborah                       | Bárbara                       | Deborah                                   | Deborah                                   | Ruivinha                        | Iran                              | Iran                           | André                             | Eliminada (Dia 88)                   | Eliminada (Dia 88)                   | Eliminada (Dia 88)         | 12              |
| Pétala                | Sede                                | Kerline                        | Deborah                         | Shay                               | Shay                                 | Ruivinha                      | Deborah                       | Kerline                       | Iran                                      | Iran                                      | Ruivinha                        | Iran                              | Iran                           | Desistente (Dia 85)               | Desistente (Dia 85)                  | Desistente (Dia 85)                  | Desistente (Dia 85)        | 7               |
| Deolane               | Sede                                | Kerline                        | Deborah                         | Shay                               | Shay                                 | Ruivinha                      | Deborah                       | Kerline                       | Deborah                                   | Deborah                                   | Ruivinha                        | Fazendeira                        | Iran                           | Desistente (Dia 84)               | Desistente (Dia 84)                  | Desistente (Dia 84)                  | Desistente (Dia 84)        | 19              |
| Kerline               | Sede                                | Tiago Deolane                  | Bia Deborah                     | Tiago                              | Bia                                  | Deolane                       | Vini                          | Deolane                       | Moranguinho                               | Moranguinho                               | Bia                             | Moranguinho                       | Eliminada (Dia 74)             | Eliminada (Dia 74)                | Eliminada (Dia 74)                   | Eliminada (Dia 74)                   | Eliminada (Dia 74)         | 11              |
| Ruivinha              | Sede                                | Tiago                          | Pétala                          | Tiago                              | Bia                                  | Deolane                       | Vini                          | Deolane                       | Moranguinho                               | Moranguinho                               | Bia                             | Eliminada (Dia 67)                | Eliminada (Dia 67)             | Eliminada (Dia 67)                | Eliminada (Dia 67)                   | Eliminada (Dia 67)                   | Eliminada (Dia 67)         | 13              |
| Alex                  | Sede                                | Tiago                          | Tiago                           | Tiago                              | Fazendeiro                           | Deolane                       | Vini                          | Deolane                       | Moranguinho                               | Moranguinho                               | Eliminado (Dia 60)              | Eliminado (Dia 60)                | Eliminado (Dia 60)             | Eliminado (Dia 60)                | Eliminado (Dia 60)                   | Eliminado (Dia 60)                   | Eliminado (Dia 60)         | 2               |
| Deborah               | Sede                                | Deolane Thomaz                 | Deolane                         | Tiago                              | Bia                                  | Deolane                       | Vini                          | Deolane                       | Moranguinho                               | Moranguinho                               | Eliminada (Dia 60)              | Eliminada (Dia 60)                | Eliminada (Dia 60)             | Eliminada (Dia 60)                | Eliminada (Dia 60)                   | Eliminada (Dia 60)                   | Eliminada (Dia 60)         | 26              |
| Lucas                 | Sede                                | Fazendeiro                     | Deborah                         | Shay                               | Shay                                 | Ruivinha                      | Fazendeiro                    | Kerline                       | Eliminado (Dia 53)                        | Eliminado (Dia 53)                        | Eliminado (Dia 53)              | Eliminado (Dia 53)                | Eliminado (Dia 53)             | Eliminado (Dia 53)                | Eliminado (Dia 53)                   | Eliminado (Dia 53)                   | Eliminado (Dia 53)         | 0               |
| Vini                  | Sede                                | Kerline                        | Deborah                         | Fazendeiro                         | Shay                                 | Ruivinha                      | Deborah                       | Eliminado (Dia 46)            | Eliminado (Dia 46)                        | Eliminado (Dia 46)                        | Eliminado (Dia 46)              | Eliminado (Dia 46)                | Eliminado (Dia 46)             | Eliminado (Dia 46)                | Eliminado (Dia 46)                   | Eliminado (Dia 46)                   | Eliminado (Dia 46)         | 10              |
| Shay                  | Sede                                | Tiago                          | Fazendeiro                      | Tiago                              | Bia                                  | Deolane                       | Expulso (Dia 40)              | Expulso (Dia 40)              | Expulso (Dia 40)                          | Expulso (Dia 40)                          | Expulso (Dia 40)                | Expulso (Dia 40)                  | Expulso (Dia 40)               | Expulso (Dia 40)                  | Expulso (Dia 40)                     | Expulso (Dia 40)                     | Expulso (Dia 40)           | 18              |
| Tiago                 | Sede                                | Kerline                        | Deborah                         | Shay                               | Shay                                 | Ruivinha                      | Expulso (Dia 40)              | Expulso (Dia 40)              | Expulso (Dia 40)                          | Expulso (Dia 40)                          | Expulso (Dia 40)                | Expulso (Dia 40)                  | Expulso (Dia 40)               | Expulso (Dia 40)                  | Expulso (Dia 40)                     | Expulso (Dia 40)                     | Expulso (Dia 40)           | 20              |
| Thomaz                | Sede                                | Kerline                        | Deborah                         | Shay                               | Bia                                  | Deolane                       | Eliminado (Dia 39)            | Eliminado (Dia 39)            | Eliminado (Dia 39)                        | Eliminado (Dia 39)                        | Eliminado (Dia 39)              | Eliminado (Dia 39)                | Eliminado (Dia 39)             | Eliminado (Dia 39)                | Eliminado (Dia 39)                   | Eliminado (Dia 39)                   | Eliminado (Dia 39)         | 3               |
| Tati                  | Sede                                | Tiago                          | Bia Deborah                     | Tiago                              | Bia                                  | Eliminada (Dia 32)            | Eliminada (Dia 32)            | Eliminada (Dia 32)            | Eliminada (Dia 32)                        | Eliminada (Dia 32)                        | Eliminada (Dia 32)              | Eliminada (Dia 32)                | Eliminada (Dia 32)             | Eliminada (Dia 32)                | Eliminada (Dia 32)                   | Eliminada (Dia 32)                   | Eliminada (Dia 32)         | 0               |
| Rosiane               | Sede                                | Tiago                          | Deborah                         | Shay                               | Eliminada (Dia 25)                   | Eliminada (Dia 25)            | Eliminada (Dia 25)            | Eliminada (Dia 25)            | Eliminada (Dia 25)                        | Eliminada (Dia 25)                        | Eliminada (Dia 25)              | Eliminada (Dia 25)                | Eliminada (Dia 25)             | Eliminada (Dia 25)                | Eliminada (Dia 25)                   | Eliminada (Dia 25)                   | Eliminada (Dia 25)         | 0               |
| Ingrid                | Sede                                | Tiago                          | Thomaz                          | Eliminada (Dia 18)                 | Eliminada (Dia 18)                   | Eliminada (Dia 18)            | Eliminada (Dia 18)            | Eliminada (Dia 18)            | Eliminada (Dia 18)                        | Eliminada (Dia 18)                        | Eliminada (Dia 18)              | Eliminada (Dia 18)                | Eliminada (Dia 18)             | Eliminada (Dia 18)                | Eliminada (Dia 18)                   | Eliminada (Dia 18)                   | Eliminada (Dia 18)         | 1               |
| Bruno                 | Sede                                | Thomaz Alex                    | Eliminado (Dia 11)              | Eliminado (Dia 11)                 | Eliminado (Dia 11)                   | Eliminado (Dia 11)            | Eliminado (Dia 11)            | Eliminado (Dia 11)            | Eliminado (Dia 11)                        | Eliminado (Dia 11)                        | Eliminado (Dia 11)              | Eliminado (Dia 11)                | Eliminado (Dia 11)             | Eliminado (Dia 11)                | Eliminado (Dia 11)                   | Eliminado (Dia 11)                   | Eliminado (Dia 11)         | 1               |
| André Santos          | Paiol                               | Eliminado (Dia 4)              | Eliminado (Dia 4)               | Eliminado (Dia 4)                  | Eliminado (Dia 4)                    | Eliminado (Dia 4)             | Eliminado (Dia 4)             | Eliminado (Dia 4)             | Eliminado (Dia 4)                         | Eliminado (Dia 4)                         | Eliminado (Dia 4)               | Eliminado (Dia 4)                 | Eliminado (Dia 4)              | Eliminado (Dia 4)                 | Eliminado (Dia 4)                    | Eliminado (Dia 4)                    | Eliminado (Dia 4)          | —               |
| Baronesa              | Paiol                               | Eliminada (Dia 4)              | Eliminada (Dia 4)               | Eliminada (Dia 4)                  | Eliminada (Dia 4)                    | Eliminada (Dia 4)             | Eliminada (Dia 4)             | Eliminada (Dia 4)             | Eliminada (Dia 4)                         | Eliminada (Dia 4)                         | Eliminada (Dia 4)               | Eliminada (Dia 4)                 | Eliminada (Dia 4)              | Eliminada (Dia 4)                 | Eliminada (Dia 4)                    | Eliminada (Dia 4)                    | Eliminada (Dia 4)          | —               |
| Créu                  | Paiol                               | Eliminado (Dia 4)              | Eliminado (Dia 4)               | Eliminado (Dia 4)                  | Eliminado (Dia 4)                    | Eliminado (Dia 4)             | Eliminado (Dia 4)             | Eliminado (Dia 4)             | Eliminado (Dia 4)                         | Eliminado (Dia 4)                         | Eliminado (Dia 4)               | Eliminado (Dia 4)                 | Eliminado (Dia 4)              | Eliminado (Dia 4)                 | Eliminado (Dia 4)                    | Eliminado (Dia 4)                    | Eliminado (Dia 4)          | —               |
| Suzi                  | Paiol                               | Eliminada (Dia 4)              | Eliminada (Dia 4)               | Eliminada (Dia 4)                  | Eliminada (Dia 4)                    | Eliminada (Dia 4)             | Eliminada (Dia 4)             | Eliminada (Dia 4)             | Eliminada (Dia 4)                         | Eliminada (Dia 4)                         | Eliminada (Dia 4)               | Eliminada (Dia 4)                 | Eliminada (Dia 4)              | Eliminada (Dia 4)                 | Eliminada (Dia 4)                    | Eliminada (Dia 4)                    | Eliminada (Dia 4)          | —               |
|                       |                                     |                                |                                 |                                    |                                      |                               |                               |                               |                                           |                                           |                                 |                                   |                                |                                   |                                      |                                      |                            |                 |
| Notas                 | [ nota 15 ]                         | [ nota 16 ]                    | [ nota 17 ]                     | [ nota 18 ]                        | [ nota 19 ]                          | [ nota 20 ]                   | [ nota 21 ]                   | [ nota 22 ]                   | [ nota 23 ]                               | [ nota 23 ]                               | [ nota 24 ]                     | [ nota 25 ]                       | [ nota 26 ]                    | [ nota 27 ]                       | [ nota 28 ]                          | [ nota 29 ]                          | [ nota 30 ]                |                 |
| Expulso               | (nenhum)                            | (nenhum)                       | (nenhum)                        | (nenhum)                           | (nenhum)                             | (nenhum)                      | Tiago                         | (nenhum)                      | (nenhum)                                  | (nenhum)                                  | (nenhum)                        | (nenhum)                          | (nenhum)                       | (nenhum)                          | (nenhum)                             | (nenhum)                             | (nenhum)                   |                 |
| Expulso               | (nenhum)                            | (nenhum)                       | (nenhum)                        | (nenhum)                           | (nenhum)                             | (nenhum)                      | Shay                          | (nenhum)                      | (nenhum)                                  | (nenhum)                                  | (nenhum)                        | (nenhum)                          | (nenhum)                       | (nenhum)                          | (nenhum)                             | (nenhum)                             | (nenhum)                   |                 |
| Desistente            | (nenhum)                            | (nenhum)                       | (nenhum)                        | (nenhum)                           | (nenhum)                             | (nenhum)                      | (nenhum)                      | (nenhum)                      | (nenhum)                                  | (nenhum)                                  | (nenhum)                        | (nenhum)                          | (nenhum)                       | Deolane                           | (nenhum)                             | (nenhum)                             | (nenhum)                   |                 |
| Desistente            | (nenhum)                            | (nenhum)                       | (nenhum)                        | (nenhum)                           | (nenhum)                             | (nenhum)                      | (nenhum)                      | (nenhum)                      | (nenhum)                                  | (nenhum)                                  | (nenhum)                        | (nenhum)                          | (nenhum)                       | Pétala                            | (nenhum)                             | (nenhum)                             | (nenhum)                   |                 |
| Pré-Roça              | (nenhum)                            | Deborah Tiago Bruno Shay       | Vini Deborah Ingrid Rosiane     | Alex Tiago Deborah Rosiane         | Vini Bia Bárbara Tati                | Shay Deolane Thomaz Lucas     | Bárbara Vini Pétala Pelé      | Bia Deolane Iran Lucas        | Bárbara Moranguinho Ruivinha Alex Deborah | Bárbara Moranguinho Ruivinha Alex Deborah | Deolane Ruivinha Bia André      | Bárbara Moranguinho Kerline Bia   | Pelé Pétala Bárbara Deolane    | Bia André Moranguinho Bárbara     | André Bárbara Bia Iran Pelé          | (nenhum)                             | (nenhum)                   |                 |
| Vetado                | (nenhum)                            | Tiago                          | Deborah                         | Deborah                            | Vini                                 | Shay Thomaz                   | Vini                          | Iran                          | Alex Moranguinho                          | Alex Moranguinho                          | Bia                             | Kerline                           | Pelé Pétala                    | Bia                               | (nenhum)                             | (nenhum)                             | (nenhum)                   |                 |
| Salvo                 | (nenhum)                            | Shay                           | Vini                            | Alex                               | Bia                                  | Lucas                         | Pelé                          | Bia                           | Bárbara                                   | Bárbara                                   | Deolane                         | Bia                               | Pelé                           | Bárbara                           | Pelé                                 | (nenhum)                             | (nenhum)                   |                 |
| Roça                  | André Santos Baronesa Bia Créu Suzi | Bruno Deborah Tiago            | Deborah Ingrid Rosiane          | Deborah Rosiane Tiago              | Bárbara Tati Vini                    | Deolane Shay Thomaz           | Bárbara Pétala Vini           | Deolane Iran Lucas            | Alex Deborah Moranguinho Ruivinha         | Alex Deborah Moranguinho Ruivinha         | André Bia Ruivinha              | Bárbara Kerline Moranguinho       | Bárbara Deolane Pétala         | André Bia Moranguinho             | André Bárbara Bia Iran               | Bárbara Bia Iran Pelé                | Bárbara Bia Iran           |                 |
| Eliminado             | Suzi 1,56% para entrar              | Bruno 15,69% para continuar    | Ingrid 29,01% para continuar    | Rosiane 21,28% para continuar      | Tati 27,70% para continuar           | Thomaz 17,31% para continuar  | Vini 21,14% para continuar    | Lucas 15,39% para continuar   | Alex 11% para continuar                   | Alex 11% para continuar                   | Ruivinha 24,58% para continuar  | Kerline 23,18% para continuar     | Bárbara 52,32% para beneficiar | Moranguinho 13,04% para continuar | André 3,49% para continuar           | Pelé 5,88% para continuar            | Iran 3,83% para vencer     |                 |
| Eliminado             | André Santos 6,24% para entrar      | Bruno 15,69% para continuar    | Ingrid 29,01% para continuar    | Rosiane 21,28% para continuar      | Tati 27,70% para continuar           | Thomaz 17,31% para continuar  | Vini 21,14% para continuar    | Lucas 15,39% para continuar   | Alex 11% para continuar                   | Alex 11% para continuar                   | Ruivinha 24,58% para continuar  | Kerline 23,18% para continuar     | Bárbara 52,32% para beneficiar | Moranguinho 13,04% para continuar | André 3,49% para continuar           | Pelé 5,88% para continuar            | Iran 3,83% para vencer     |                 |
| Eliminado             | Créu 19,01% para entrar             | Bruno 15,69% para continuar    | Ingrid 29,01% para continuar    | Rosiane 21,28% para continuar      | Tati 27,70% para continuar           | Thomaz 17,31% para continuar  | Vini 21,14% para continuar    | Lucas 15,39% para continuar   | Deborah 23,19% para continuar             | Deborah 23,19% para continuar             | Ruivinha 24,58% para continuar  | Kerline 23,18% para continuar     | Bárbara 52,32% para beneficiar | Moranguinho 13,04% para continuar | André 3,49% para continuar           | Pelé 5,88% para continuar            | Bia 35,03% para vencer     |                 |
| Eliminado             | Baronesa 36,54% para entrar         | Bruno 15,69% para continuar    | Ingrid 29,01% para continuar    | Rosiane 21,28% para continuar      | Tati 27,70% para continuar           | Thomaz 17,31% para continuar  | Vini 21,14% para continuar    | Lucas 15,39% para continuar   | Deborah 23,19% para continuar             | Deborah 23,19% para continuar             | Ruivinha 24,58% para continuar  | Kerline 23,18% para continuar     | Bárbara 52,32% para beneficiar | Moranguinho 13,04% para continuar | André 3,49% para continuar           | Pelé 5,88% para continuar            | Bia 35,03% para vencer     |                 |
| Outros %              | Bia 36,65% para entrar              | Deborah 27,23% para continuar  | Deborah 32,30% para continuar   | Tiago 27,27% para continuar        | Bárbara 28,97% para continuar        | Shay 36,72% para continuar    | Pétala 25,40% para continuar  | Deolane 32,12% para continuar | Ruivinha 23,95% para continuar            | Ruivinha 23,95% para continuar            | André 35,58% para continuar     | Moranguinho 37,37% para continuar | Deolane 47,26% para beneficiar | Bia 33,58% para continuar         | Bárbara Não divulgado para continuar | Bárbara Não divulgado para continuar | Bárbara 61,14% para vencer |                 |
| Outros %              | Bia 36,65% para entrar              | Deborah 27,23% para continuar  | Deborah 32,30% para continuar   | Tiago 27,27% para continuar        | Bárbara 28,97% para continuar        | Shay 36,72% para continuar    | Pétala 25,40% para continuar  | Deolane 32,12% para continuar | Ruivinha 23,95% para continuar            | Ruivinha 23,95% para continuar            | André 35,58% para continuar     | Moranguinho 37,37% para continuar | Deolane 47,26% para beneficiar | Bia 33,58% para continuar         | Bia Não divulgado para continuar     | Bia Não divulgado para continuar     | Bárbara 61,14% para vencer |                 |
| Outros %              | Bia 36,65% para entrar              | Tiago 57,08% para continuar    | Rosiane 38,69% para continuar   | Deborah 51,45% para continuar      | Vini 43,33% para continuar           | Deolane 45,97% para continuar | Bárbara 53,46% para continuar | Iran 52,49% para continuar    | Moranguinho 41,86% para continuar         | Moranguinho 41,86% para continuar         | Bia 39,84% para continuar       | Bárbara 39,45% para continuar     | Pétala 0,42% para beneficiar   | André 53,38% para continuar       | Bia Não divulgado para continuar     | Bia Não divulgado para continuar     | Bárbara 61,14% para vencer |                 |
| Outros %              | Bia 36,65% para entrar              | Tiago 57,08% para continuar    | Rosiane 38,69% para continuar   | Deborah 51,45% para continuar      | Vini 43,33% para continuar           | Deolane 45,97% para continuar | Bárbara 53,46% para continuar | Iran 52,49% para continuar    | Moranguinho 41,86% para continuar         | Moranguinho 41,86% para continuar         | Bia 39,84% para continuar       | Bárbara 39,45% para continuar     | Pétala 0,42% para beneficiar   | André 53,38% para continuar       | Iran Não divulgado para continuar    | Iran Não divulgado para continuar    | Bárbara 61,14% para vencer |                 |

#### Legendas
|  | Imune |  | Vetado(a) |

## Classificação geral
| Pos.  | Participante        | Meio de indicação          | % para continuar | Eliminado em |
| ----- | ------------------- | -------------------------- | ---------------- | ------------ |
| 1     | Bárbara Borges      | Finalistas                 | 61,14%           | —            |
| 2     | Bia Miranda         | Finalistas                 | 35,03%           | —            |
| 3     | Iran Malfitano      | Finalistas                 | 3,83%            | —            |
| 4     | Pelé Milflows       | Roça Final                 | 5,88%            | Semana 13    |
| 5     | André Marinho       | Prova Final                | 3,49%            | Semana 13    |
| 6     | Moranguinho         | Poder do Lampião (Iran)    | 13,04%           | Semana 12    |
| 7     | Pétala Barreiros    | Desistente                 | —                | Semana 12    |
| 8     | Deolane Bezerra     | Desistente                 | —                | Semana 12    |
| 9     | Kerline Cardoso     | Baia (Moranguinho)         | 23,18%           | Semana 10    |
| 10    | Ruivinha de Marte   | Peões (5 votos)            | 24,58%           | Semana 9     |
| 11–12 | Alex Gallete        | Resta Um                   | 11%              | Semana 8     |
| 11–12 | Deborah Albuquerque | Poder do Lampião (Pétala)  | 23,19%           | Semana 8     |
| 13    | Lucas Santos        | Dinâmica Especial          | 15,39%           | Semana 7     |
| 14    | Vini Büttel         | Peões (7 votos)            | 21,14%           | Semana 6     |
| 15–16 | Shayan Haghbin      | Expulso                    | —                | Semana 6     |
| 15–16 | Tiago Ramos         | Expulso                    | —                | Semana 6     |
| 17    | Thomaz Costa        | Poder do Lampião (Deolane) | 17,31%           | Semana 5     |
| 18    | Tati Zaqui          | Resta Um                   | 27,70%           | Semana 4     |
| 19    | Rosiane Pinheiro    | Resta Um                   | 21,28%           | Semana 3     |
| 20    | Ingrid Ohara        | Baia (Deborah)             | 29,01%           | Semana 2     |
| 21    | Bruno Tálamo        | Baia (Tiago)               | 15,69%           | Semana 1     |
| 22–25 | André Santos        | Paiol                      | 6,24%            | Semana 1     |
| 22–25 | Claudia Baronesa    | Paiol                      | 36,54%           | Semana 1     |
| 22–25 | MC Créu             | Paiol                      | 19,01%           | Semana 1     |
| 22–25 | Suzi Sassaki        | Paiol                      | 1,56%            | Semana 1     |

## Participações especiais

### Apresentações musicais
| Data                  | Artista    | Tema              | Ref.   |
| --------------------- | ---------- | ----------------- | ------ |
| 7 de outubro de 2022  | DJ Malifoo | Festa Industrial  | [ 88 ] |
| 9 de dezembro de 2022 | DJ Abado   | Festa Laboratório | [ 89 ] |

## Audiência
Os dados são providos pelo IBOPE e se referem ao público da Grande São Paulo.
| Data de transmissão | SEG.            | TER.            | QUA.            | QUI.            | SEX.            | SÁB.            | DOM.            | Média semanal |
| ------------------- | --------------- | --------------- | --------------- | --------------- | --------------- | --------------- | --------------- | ------------- |
| 12/09 a 18/09/2022  | 6,2             | 8,5             | 7,7             | 8,1             | 7,9             | 7,6             | 7,3             | 7,9           |
| 19/09 a 25/09/2022  | 7,2             | 8,3             | 8,2             | 8,2             | 5,9             | 6,0             | 7,2             | 7,2           |
| 26/09 a 02/10/2022  | 7,9             | 7,9             | 8,1             | 7,0             | 6,5             | 5,7             | 6,3             | 7,1           |
| 03/10 a 09/10/2022  | 6,3             | 7,5             | 7,9             | 7,8             | 3,4             | 4,2             | 5,5             | 6,1           |
| 10/10 a 16/10/2022  | 5,7             | 7,7             | 6,8             | 7,5             | 7,4             | 6,1             | 6,9             | 6,9           |
| 17/10 a 23/10/2022  | 7,1             | 7,9             | 5,4             | 8,8             | 8,0             | 5,4             | 6,4             | 7,0           |
| 24/10 a 30/10/2022  | 6,5             | 7,3             | 7,6             | 7,6             | 4,3             | 5,2             | 6,6             | 6,5           |
| 31/10 a 06/11/2022  | 7,1             | 8,2             | 7,8             | 8,5             | 6,6             | 5,5             | 6,4             | 7,2           |
| 07/11 a 13/11/2022  | 6,7             | 8,7             | 8,3             | 9,0             | 6,6             | 5,7             | 5,7             | 7,2           |
| 14/11 a 20/11/2022  | 6,5             | 8,0             | 8,0             | 8,6             | 6,6             | 5,7             | 6,2             | 7,1           |
| 21/11 a 27/11/2022  | 8,0             | 9,3             | 8,3             | 7,7             | 7,0             | 6,6             | 6,6             | 7,6           |
| 28/11 a 04/12/2022  | 7,8             | 8,7             | 7,7             | 8,8             | 7,9             | 7,8             | 9,5             | 8,3           |
| 05/12 a 11/12/2022  | 7,9             | 9,0             | 8,3             | 8,6             | 6,5             | 5,4             | 7,1             | 7,5           |
| 12/12 a 15/12/2022  | 7,8             | 8,8             | 7,5             | 9,7             | —               | —               | —               | 8,5           |
| 13/09 a 15/12/2022  | Média da edição | Média da edição | Média da edição | Média da edição | Média da edição | Média da edição | Média da edição | 7,3           |

- Em 2022, cada ponto representa 74,6 mil domicílios ou 205,7 mil pessoas na Grande São Paulo.

## Spin-off

### TOP 3 A Fazenda
TOP 3 A Fazenda foi um spin-off de A Fazenda 14, que foi exibido no dia 19 de dezembro de 2022 na RecordTV. Com apresentação de Fabiana Oliveira, o programa mostra os bastidores da grande final: desde os preparativos ao anúncio da vencedora escolhida pelo público, Bárbara Borges, assim como também acompanha Bia Miranda e Iran Malfitano depois do confinamento. O programa mostra o primeiro dia de Bárbara fora do confinamento e o reencontro da peoa com os familiares e também a volta para casa de Bia e Iran, que ficaram em segundo e terceiro lugar, respectivamente. Além de exibir entrevistas com Adriane Galisteu e Rodrigo Carelli. O especial obteve apenas 4 pontos de média, na terceira colocação.